# Timmendorfer Strand
Timmendorfer Strand ist eine Gemeinde im Kreis Ostholstein in Schleswig-Holstein. Neben dem Hauptort gibt es die beiden Dorfschaften Groß Timmendorf mit den Wohnplätzen Groß Timmendorf und Oeverdiek sowie Hemmelsdorf mit den Wohnplätzen Hemmelsdorf, Hainholz und Nothweg. Zur Gemeinde gehört außerdem der Ortsteil Niendorf mit seinem Fischerei- und Sportboothafen.
Als deutsches Seebad hat Timmendorfer Strand im Jahr 2022 1.310.788 Übernachtungen und gilt als eines der mondänsten Ostseebäder mit großem touristischem Angebot.

## Geografie
Die Gemeinde Timmendorfer Strand liegt 15 Kilometer nördlich von Lübeck direkt an der Ostseeküste. Naturräumlich zählt das Gemeindegebiet zum südöstlichen Teilbereich der naturräumlichen Haupteinheit Ostholsteinisches Hügel- und Seenland. Nachbargemeinden sind Scharbeutz im Norden, Ratekau im Süden und Westen sowie Lübeck – mit dem Stadtteil Travemünde – im Osten. Der Strand an der Lübecker Bucht ist 6,5 Kilometer lang. Das Landschaftsbild um Timmendorfer Strand wird durch die Grundmoränen der letzten Eiszeit geprägt. Die Ablagerungen der Weichsel-Eiszeit schufen ein abwechslungsreiches, leicht hügeliges Relief mit vielen Seen. Der reizvolle Hemmelsdorfer See entstand aus einer von der Ostsee abgeschnittenen Förde. An seinem Grund befindet sich mit 39,6 Metern unter Meereshöhe der tiefste naturgeschaffene Punkt Deutschlands. Ein weiteres typisches Merkmal für das Landschaftsbild um Timmendorfer Strand sind die unter Naturschutz stehenden Knicks.

## Strandsicherung und Erhalt von Seegraswiesen
Zur Sicherung des Sandstrandes zwischen Niendorfer Hafen und Höhe Seeschlösschen-Brücke wurde 2018 für 1,3 Millionen Euro der Bau von Buhnen durchgeführt. Ziel der Maßnahme ist es, den strömungsbedingten Strandverlust zu reduzieren und den Küstenschutz zu verbessern. Hierfür wurden 70 Meter lange Buhnen in einem Abstand von 70 bis 90 Metern rechtwinklig zum Strand angelegt, die die alten Betonbuhnen ersetzten. Zum Bau der Buhnen werden 60 und 300 Kilogramm schwere Natursteine aus Norwegen verwendet, die sich durch ihre kantige Form beim Aufschichten zur Buhne verkeilen und damit eine besonders widerstandsfähige Anordnung gegen die Meeresbrandung bilden. Zum Ausfüllen der großen Felder zwischen den Buhnen wurden 23.000 Kubikmeter Sand aus dem Meeresboden im Einfahrtsbereich des Hafens entnommen.

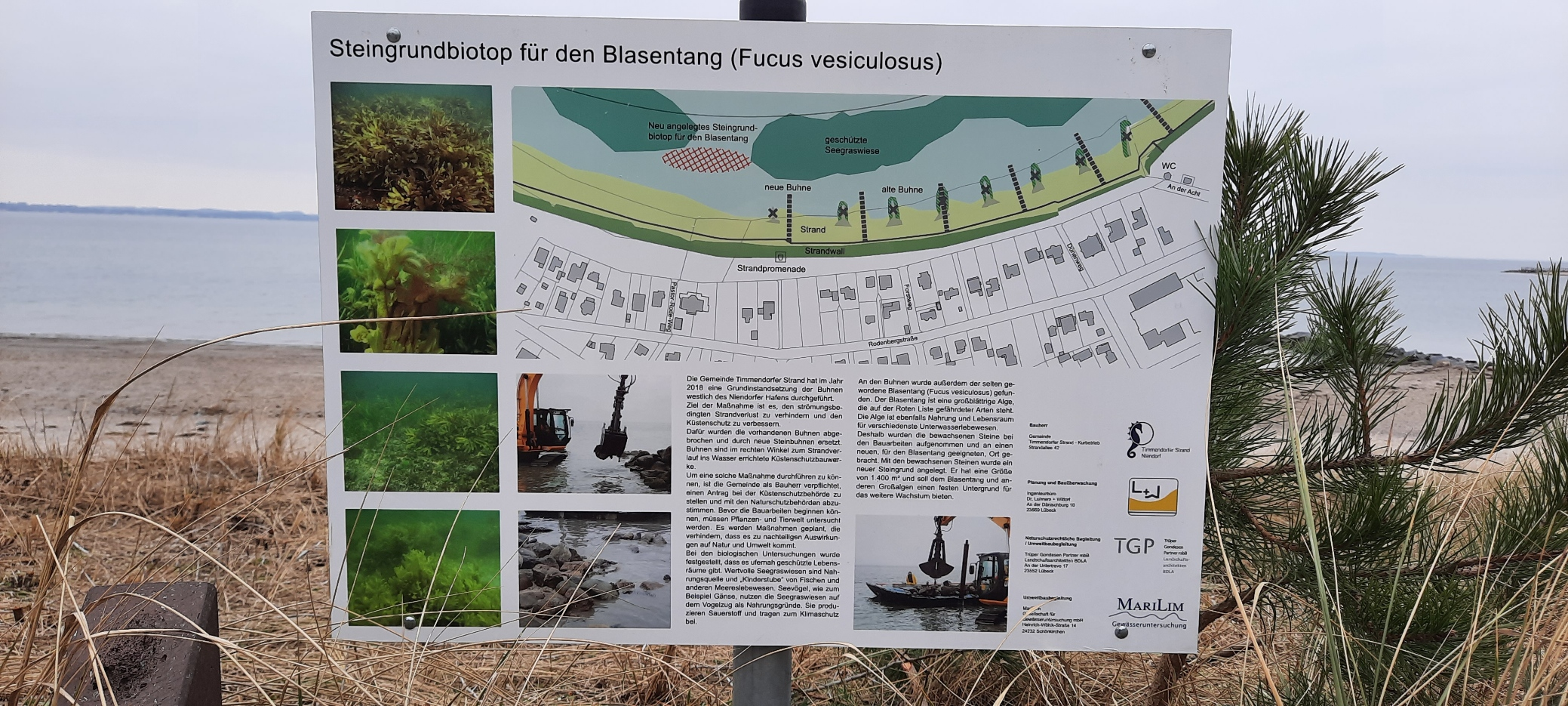
Steingrundbiotop für den Blasentang – Niendorf Ostsee

Bei den biologischen Untersuchungen im Rahmen der Genehmigung der Strandsicherung wurden Ufer-nah und zwei Meter unter der Wasseroberfläche schützenswerte Lebensräume von Seegraswiesen festgestellt, die eine wichtige Nahrungsquelle für Fische und Seevögel wie Zugvögel darstellen. Außerdem wurde an den alten Buhnen der Bewuchs des selten gewordenen Blasentangs vorgefunden. Zur Erhaltung und Erweiterung der Seegraswiesen und des Blasentangs wurde im Seebereich der erfolgten Strandsicherung ein 1400 Quadratmeter großes Steinfeld angelegt.

## Geschichte

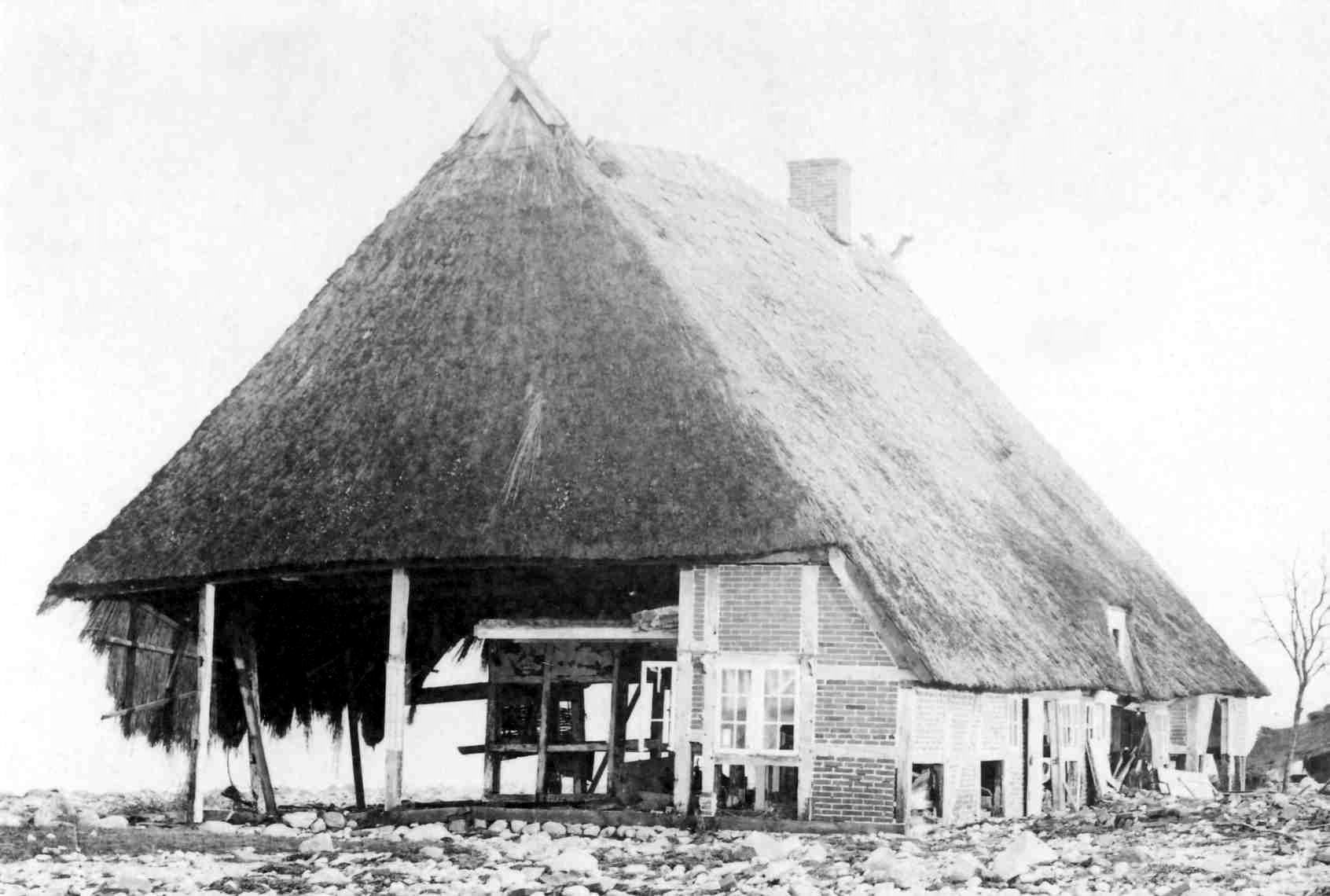
Zerstörtes Bauernhaus in Niendorf nach dem Sturmhochwasser 1872

Erste Besiedlungsspuren im heutigen Gebiet Timmendorfer Strand zeigen sich anhand des Gräberfeldes von Groß Timmendorf.
In den Anfängen der heutigen Ortsteile der Gemeinde Timmendorfer Strand – im 12. und 13. Jahrhundert – hat der holsteinische Graf Adolf II. bewusst Bauern angeworben, um die von vielen Kriegen ausgeblutete Landschaft in Ostholstein wieder zu besiedeln. Strittig ist bis heute, ob es sich dabei um Bauern aus dem „Westen“, oder um slawische Wenden handelte. Die erstmals urkundlich erwähnten Orte der Gemeinde Timmendorfer Strand sind Klein Timmendorf (1260), Groß Timmendorf (1371 Verkauf des Dorfes an zwei Lübecker Bürger), Niendorf (1385 Eintragung im Lübecker Stadtbuch) als Nyendrope (Neues Dorf) und Hemmelsdorf (1319) bezeichnet.
Klein Timmendorf wird als Tymmendroper und auch als Wendisch Tymmendorff bezeichnet, da es in der Zeit der Besiedelung durch die Deutschen von Wenden bewohnt war. Groß Timmendorf war wohl von deutschen Siedlern gegründet und bewohnt. Der Name „Timmendorf“ wurde vermutlich von einem deutschen Siedler des Ortes mit dem Namen Timmo (einem Deutschen) abgeleitet. Timmo und Timm waren im Mittelalter gebräuchliche Namen.
Eine Karte von Rodenberg von 1877/78 (in) zeigt die Orte Klein Timmendorf, ca. 1,5 km, und Groß Timmendorf, ca. 2,5 km westlich vom Ostseestrand entfernt. Im Küstenbereich sind nur vereinzelte – von Feldern umgebene – Ansiedlungen zu sehen.
Das Ostseebad Niendorf entwickelte sich organisch aus dem schon lange bestehenden und unmittelbar am Ostseestrand liegenden Dorf. Seit 1954 ist es ein staatlich anerkanntes Seeheilbad.
Timmendorfer Strand entwickelte sich um 1880 aus einzelnen am Strand gelegenen Ansiedlungen zu einem reinen Seebad. Die unterschiedlichen Entwicklungen der Orte prägten unterschiedliche Mentalitäten, das Dörfliche in Niendorf und Städtische in Timmendorfer Strand, die bis in die heutige Zeit anhalten.

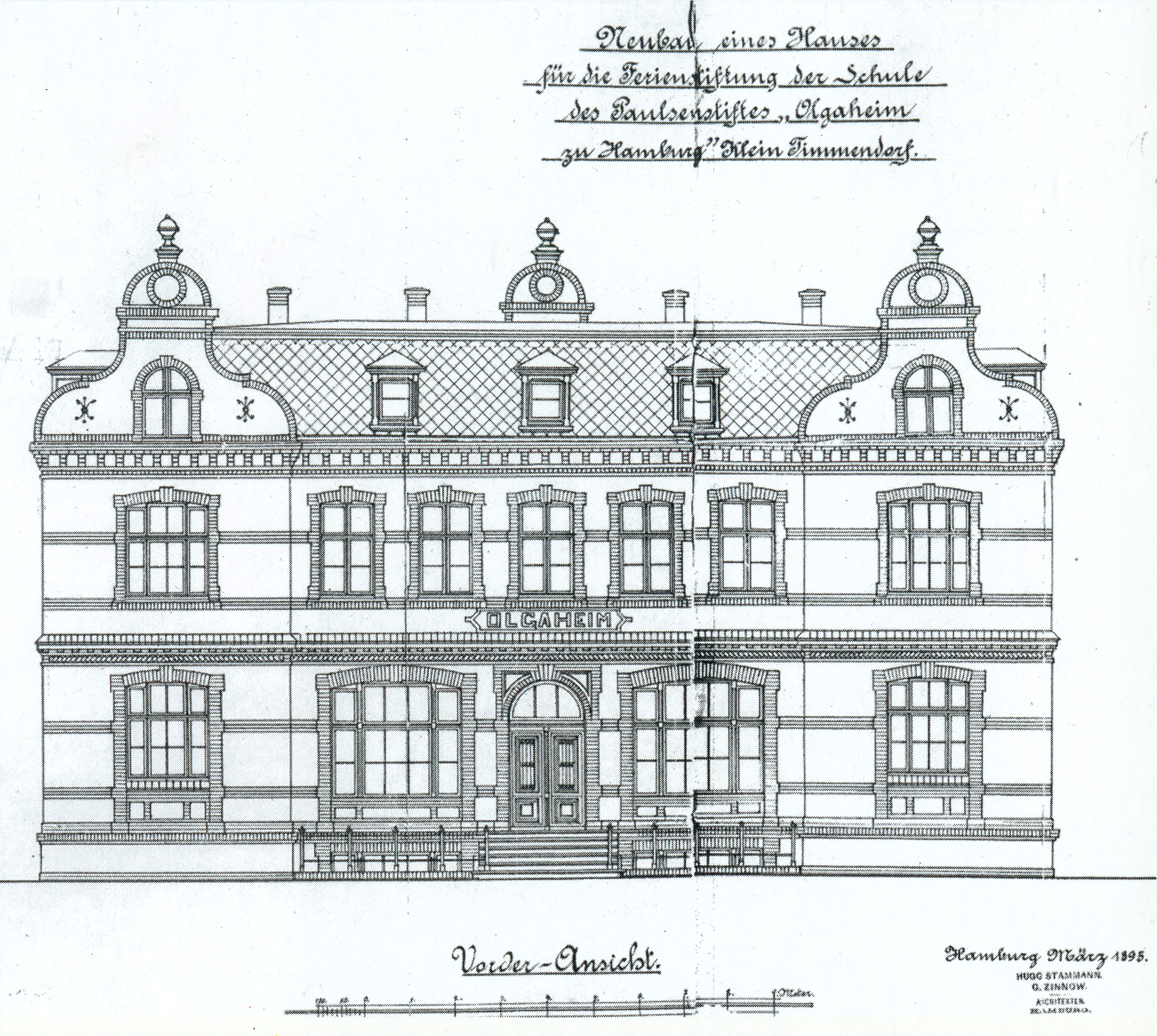
Bauplan des ehemaligen Olgaheims 1896 …

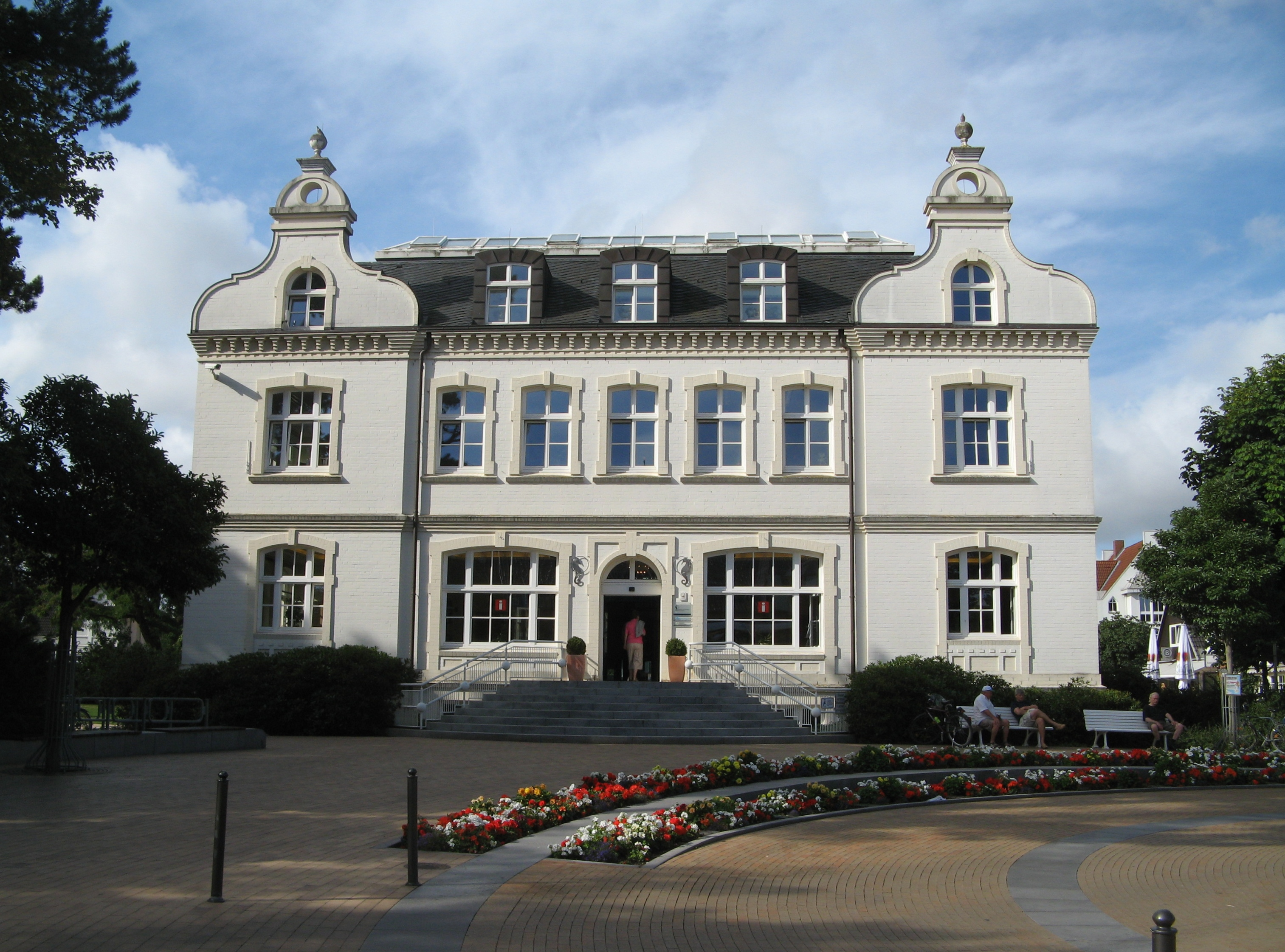
… und heutige Ansicht als Haus der Kurverwaltung

Klein Timmendorf, das westlich der „Bäderstraße“ (Bundesstraße 76) von Timmendorfer Strand liegt, wuchs mit Timmendorfer Strand zusammen und ging darin auf. Auf den alten Ortskern von Klein Timmendorf weisen noch die Straßennamen Hauptstraße, Mühlenweg und Schmiedestraße hin. Groß Timmendorf mit seinem Namen existiert heute noch.
Durch den Bau mehrerer Hotels und Pensionen zwischen 1888 und 1900 entlang des Strandes entstand der Badeort Timmendorfer Strand. Hierzu zählen auch die vom Berliner Architekten Hans Grisebach um 1888 und 1892 erbauten Villen Grisebach und Gropius, die heute noch existieren und unter Denkmalschutz stehen.

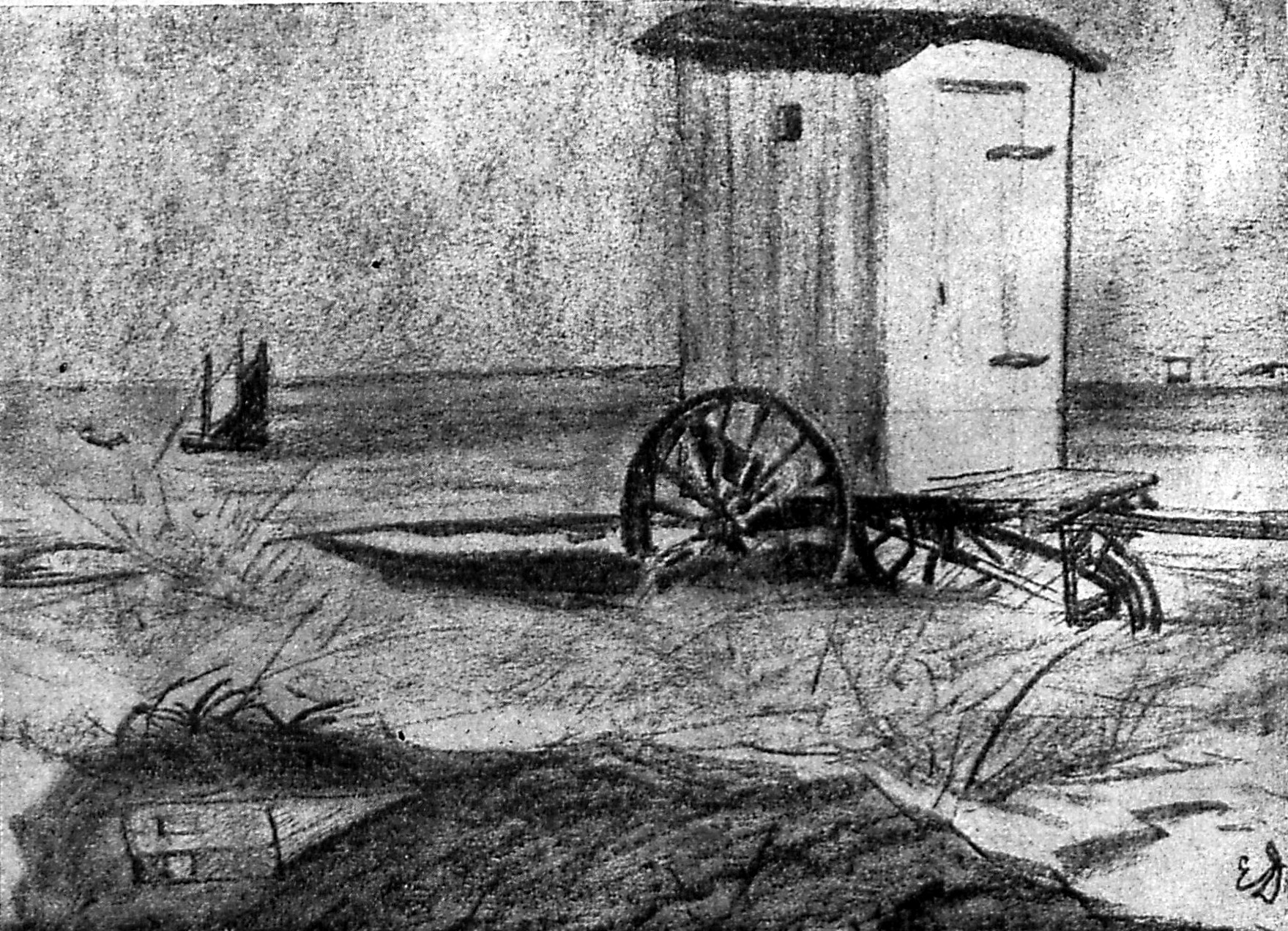
Studie von Erich Dummer aus dem Jahre 1921

Im Zentrum von Timmendorfer Strand (Timmendorfer Platz) wurde 1896 das „Olgaheim“ als Erholungsstätte für „unbemittelte und schwächliche Kinder“ erbaut (siehe Architekturzeichnung vom Olgaheim in). Es war eine Stiftung von Laura Beit (1824–1918) – der Mutter des Mitbegründers von De Beers, Alfred Beit – die das Haus nach ihrer im Alter von 31 Jahren an einem Lungenleiden verstorbenen Tochter Olga Susanne Beit (1859–1890) benannte. Ab 1921 wurde das Olgaheim als Schullandheim genutzt. Ab 11. April 1946 war es Sitz des Rathauses der neu geschaffenen Gemeinde. 1997 wurde das Gebäude wegen statischer Probleme abgerissen und nach zwei Jahren wieder nach den alten Plänen – die Fassade betreffend – errichtet. Danach bezogen die Kurverwaltung und die Bibliothek das Haus.
Bis zum Ersten Weltkrieg entwickelte sich Timmendorfer Strand mit dem Bau von Pensionen, Hotels und Privathäusern zu einem Badeort nach damaligem Standard. 1911 gab es schon rund 130 Besitzer von Hotels, Pensionen, Gasthöfen und Privatbauten.
Nach dem Ersten Weltkrieg schritt die weitere Bebauung zügig voran, die „erste Reihe“ zum Strand war mit bebauten Grundstücken schnell geschlossen. Im Ortskern Timmendorfer Strand sind noch Gästehäuser und Villen aus der Gründerzeit zu sehen.
Bis 1918 gehörte Timmendorfer Strand zum Fürstentum Lübeck, danach zum Freistaat Oldenburg-Landesteil Lübeck. Mit dem Groß-Hamburg-Gesetz von 1937 wurde dieser Landesteil als Kreis Eutin der preußischen Provinz Schleswig-Holstein eingegliedert.
Zur Zeit des Nationalsozialismus sollte in Timmendorfer Strand ein Kdf-Seebad errichtet werden. Diese Pläne wurden allerdings nie umgesetzt. 1942 warf ein britisches Flugzeug Bomben auf Niendorf. Ob es sich um einen Notabwurf handelte, ist unbekannt. Die letzten Blindgänger konnten 1962 beseitigt werden. Von 1943 bis 1950 befand sich im Gemeindeteil Niendorf die Zigarettenfabrik Derwisch. Im Gemeindeteil Timmendorf befand sich ab 1944 unter dem Tarnnamen „Strandkoppel“ die Verwaltung der Kleinkampfverbände der Kriegsmarine.
Bei der Versenkung der Schiffe Cap Arcona und Thielbek in der Lübecker Bucht vor Neustadt in Holstein fanden vor Kriegsende 1945 rund 7000 Häftlinge des KZ Neuengamme den Tod. Die rund 800 in Timmendorfer Strand angeschwemmten Leichen wurden auf dem „Waldfriedhof“ der Gemeinde beigesetzt.
Die Gemeinde Timmendorfer Strand wurde 1945 durch die britische Militärregierung aus Groß Timmendorf, Klein Timmendorf, Hemmelsdorf (bis 1650 Hemmyngestorp) und Niendorf – bis dahin Teile der Gemeinde Ratekau – gebildet. Erster Bürgermeister wurde Pascalides, ein Grieche aus Niendorf. Die Gemeinde blieb Teil des Kreises Eutin und damit Teil der (formalen) preußischen Provinz, aus der dann am 23. August 1946 das Land Schleswig-Holstein hervorgehen sollte. Durch die Kreisgebietsreform von 1970 wurde der Kreis Eutin mit dem Kreis Oldenburg in Holstein zum neuen Kreis Ostholstein mit Sitz der Kreisverwaltung in Eutin vereinigt.
Im Jahr 1951 erhielt Timmendorfer Strand die Anerkennung als Ostseeheilbad. Für den Kurbetrieb erfolgte der Neubau einer Reihe von Bauwerken, 1952 die Trinkkurhalle, die bereits in den 1930er Jahren von dem Architekten Erich zu Putlitz geplant wurde (1986 wurde sie renoviert), am 1. Juli 1969 Eröffnung des Kongreß- und Hotelzentrums Maritim, 1970 die Curschmann-Klinik als Rehabilitationsklinik für Herz- und Kreislauferkrankungen, 1984 das Eis- und Tennis-Centrum ETC, 1991 das neue Kurmittelhaus.
Größter Hotelbetrieb ist das 1974 als Golf- und Sporthotel eröffnete 32 Stockwerke umfassende Plaza-Premium mit 189 Hotelzimmern in den ersten fünf Etagen des 101 Meter hohen Gebäudes. In den oberen Geschossen befinden sich Wohnungen. Bis 2021 gehörte es zur Maritim Hotelgesellschaft, vorrangig als Folge der COVID-19-Pandemie wurde es an die Plaza-Gruppe verkauft.

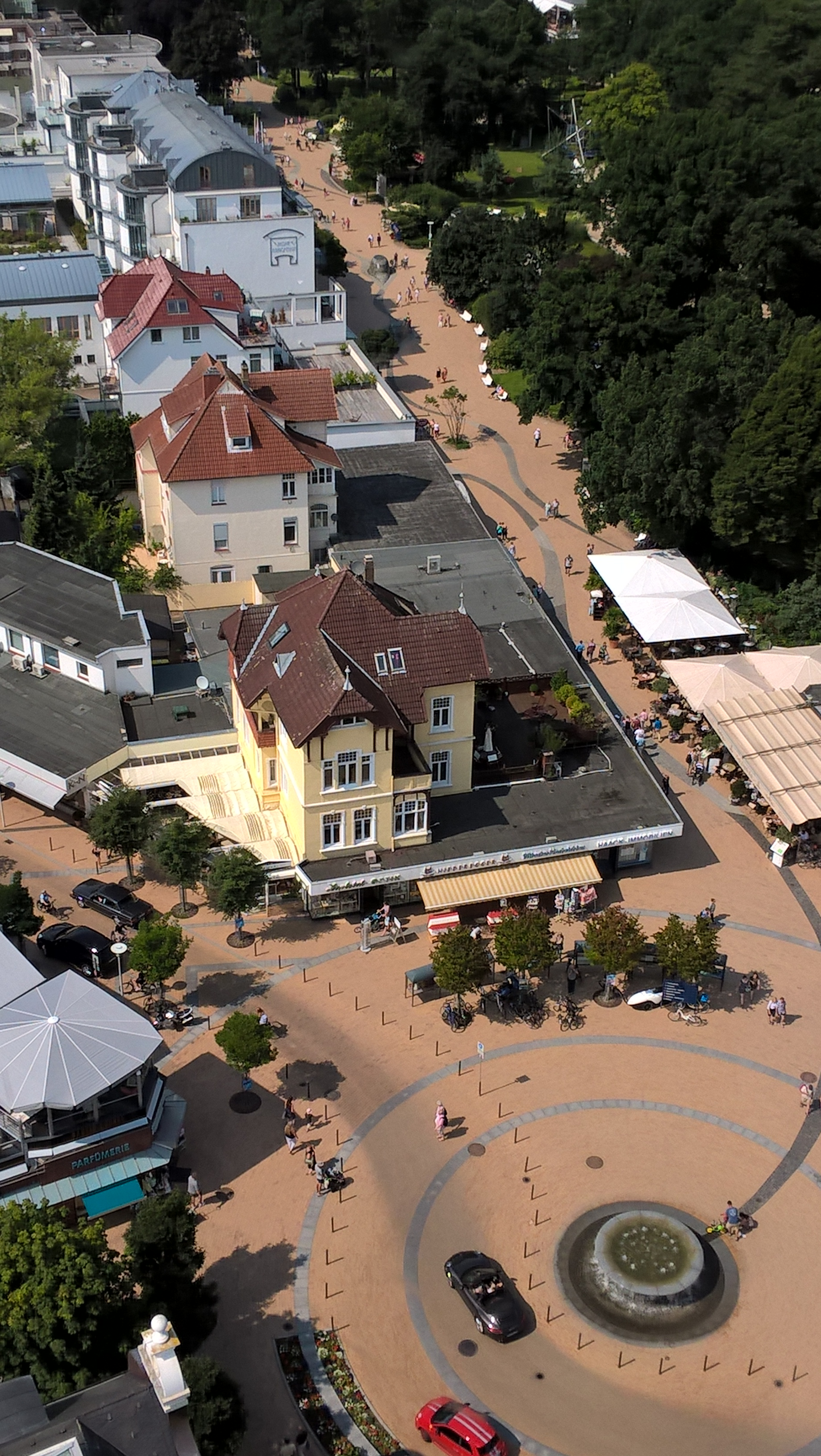
Zentrum, Kurpromenade

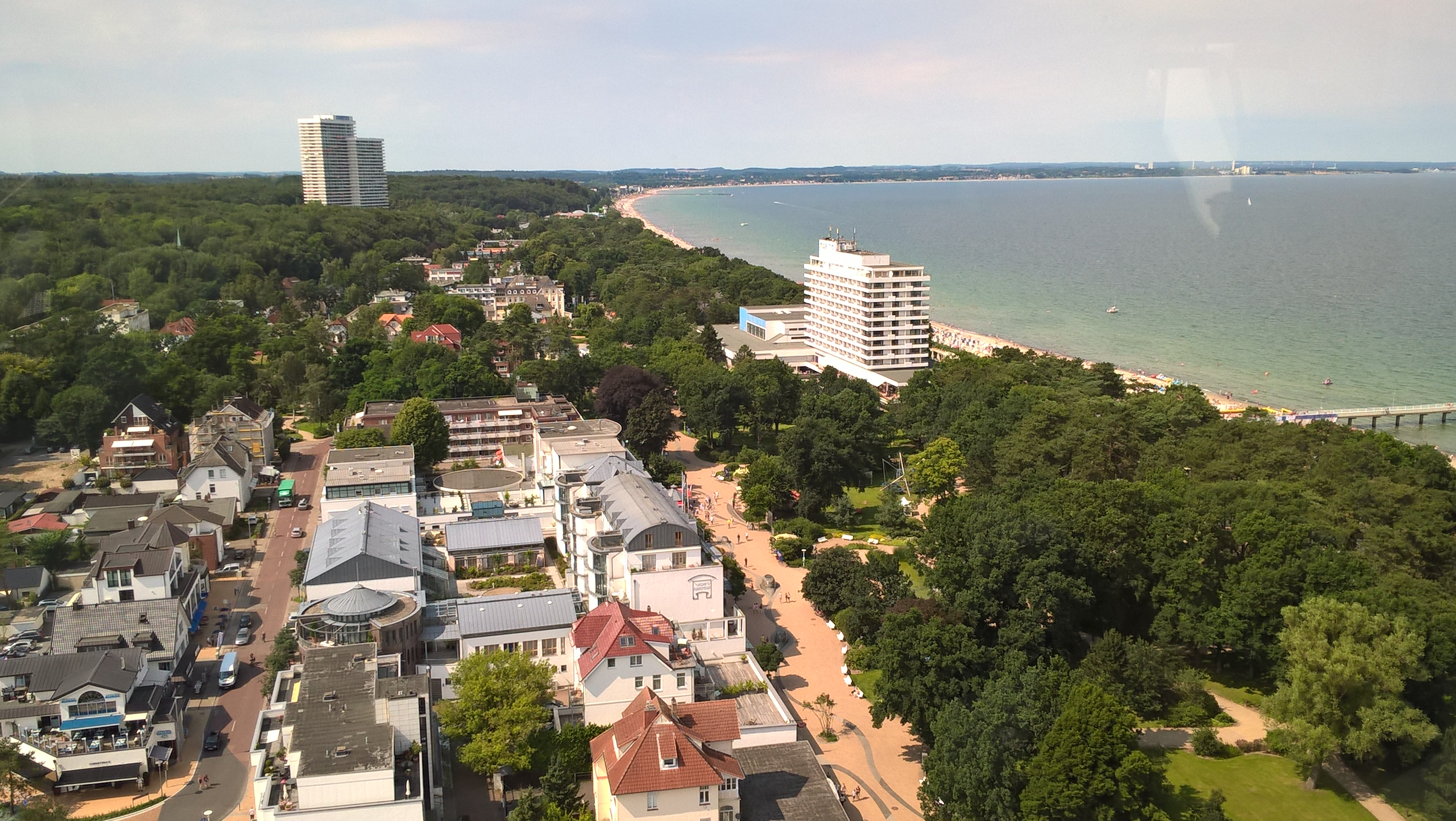
Neuer Kurpark, Kurpromenade, ehemaliges Maritim-Seehotel und -Clubhotel, seit 2021 Plaza-Premium
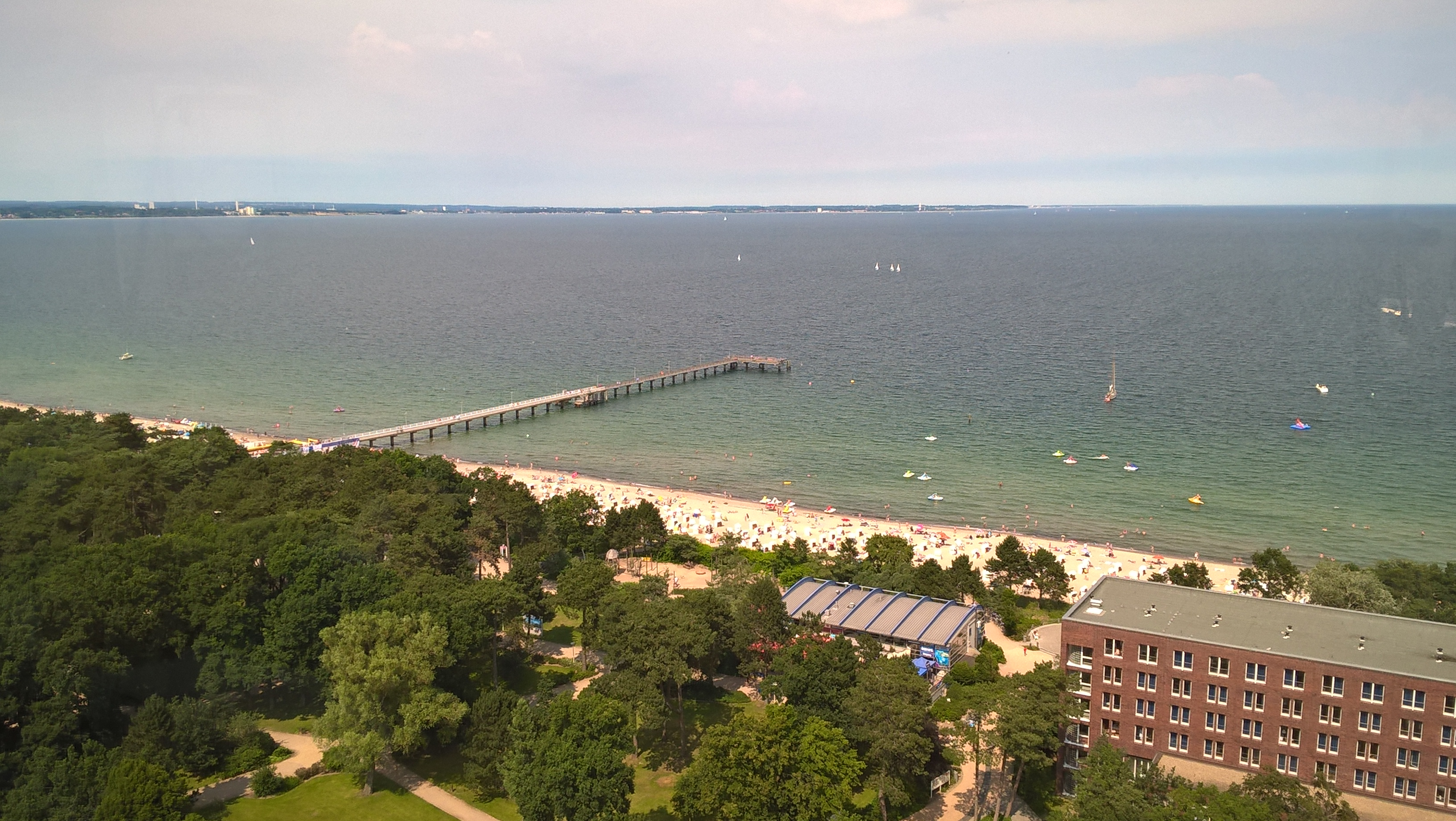
Seebrücke, Sea Life Centre, Curschmann-Klinik
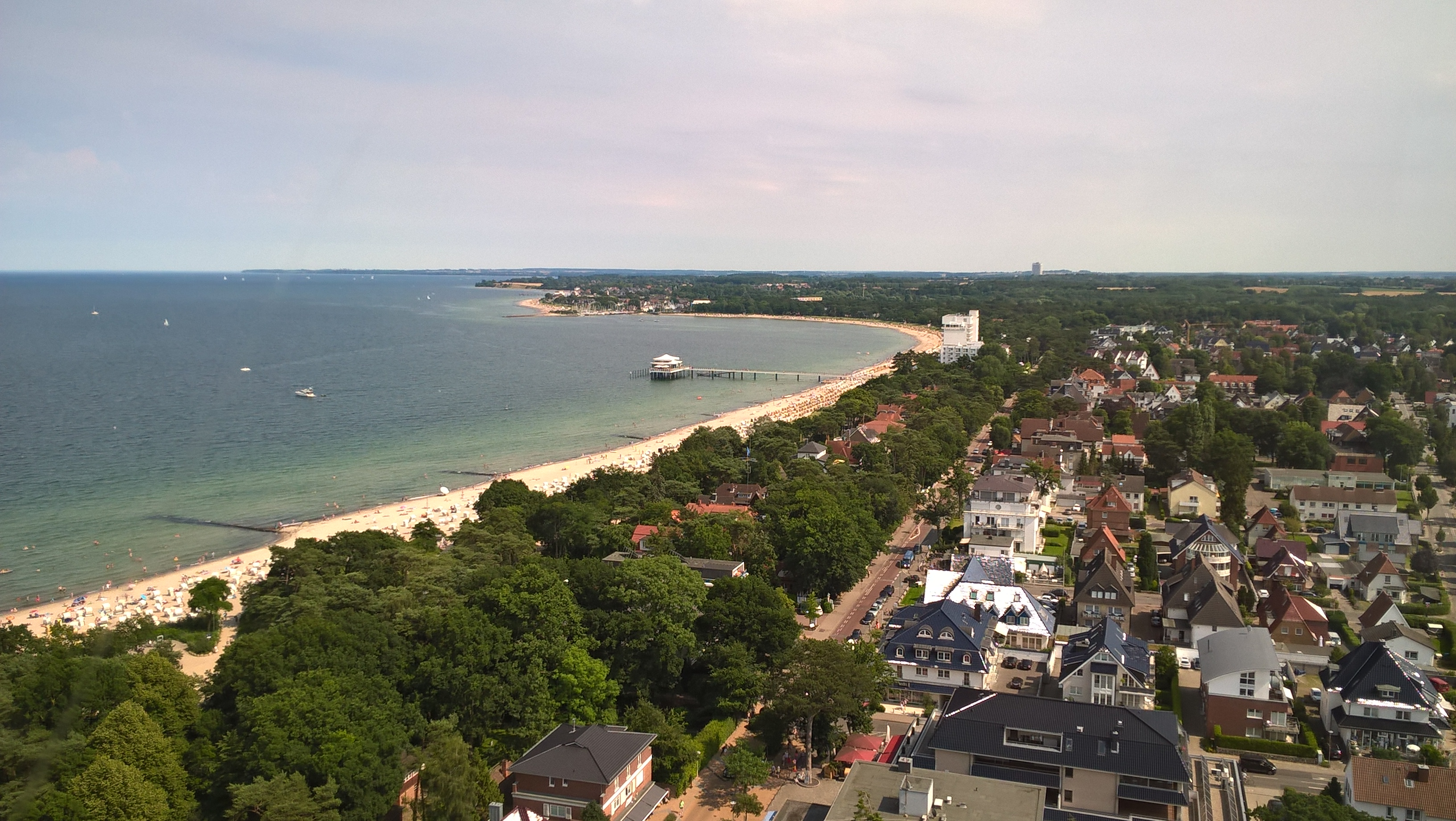
Seeschlösschenbrücke

## Religion und Gedenkstätte
Am Rand des Kammerwalds von Timmendorfer Strand befindet sich die evangelische Waldkirche. 1912 wurde die noch recht kleine Waldkapelle errichtet. 1964 wurde sie erweitert und erhielt einen 23 Meter hohen, schlanken Glockenturm.
Auf dem Gelände des Waldfriedhofs an der B 76 befinden sich eine alte Kapelle und ein in den 1980er Jahren errichteter Neubau. Gegenüber der alten Kapelle wurde eine Gedenkstätte für die 810 dort beerdigten Toten der Cap-Arcona-Tragödie errichtet.
Die 1930 errichtete katholische St. Paulus-Kirche befindet sich in zentraler Lage an der Poststraße.
Im Gemeindeteil Niendorf liegt am Ortsausgang das Sanatorium, Fachklinik Maria Meeresstern, das 1911 zur Erholung von Müttern und Kindern errichtet worden war. Zum Sanatorium gehört auch die katholische Kirche St. Johann, die im selben Jahr erbaut wurde und der Ordensgemeinschaft der Franziskanerinnen angehört.
Im Ortszentrum befindet sich die evangelische Petri-Kirche, die 1898 vom Lübecker Architekten Gustav Schaumann im neuromanischen Stil errichtet wurde. Mit dem erhöhten Zustrom von Sommergästen nach Niendorf Ende des 19. Jahrhunderts bestand auch ein zunehmender Bedarf für eine kirchliche Betreuung.

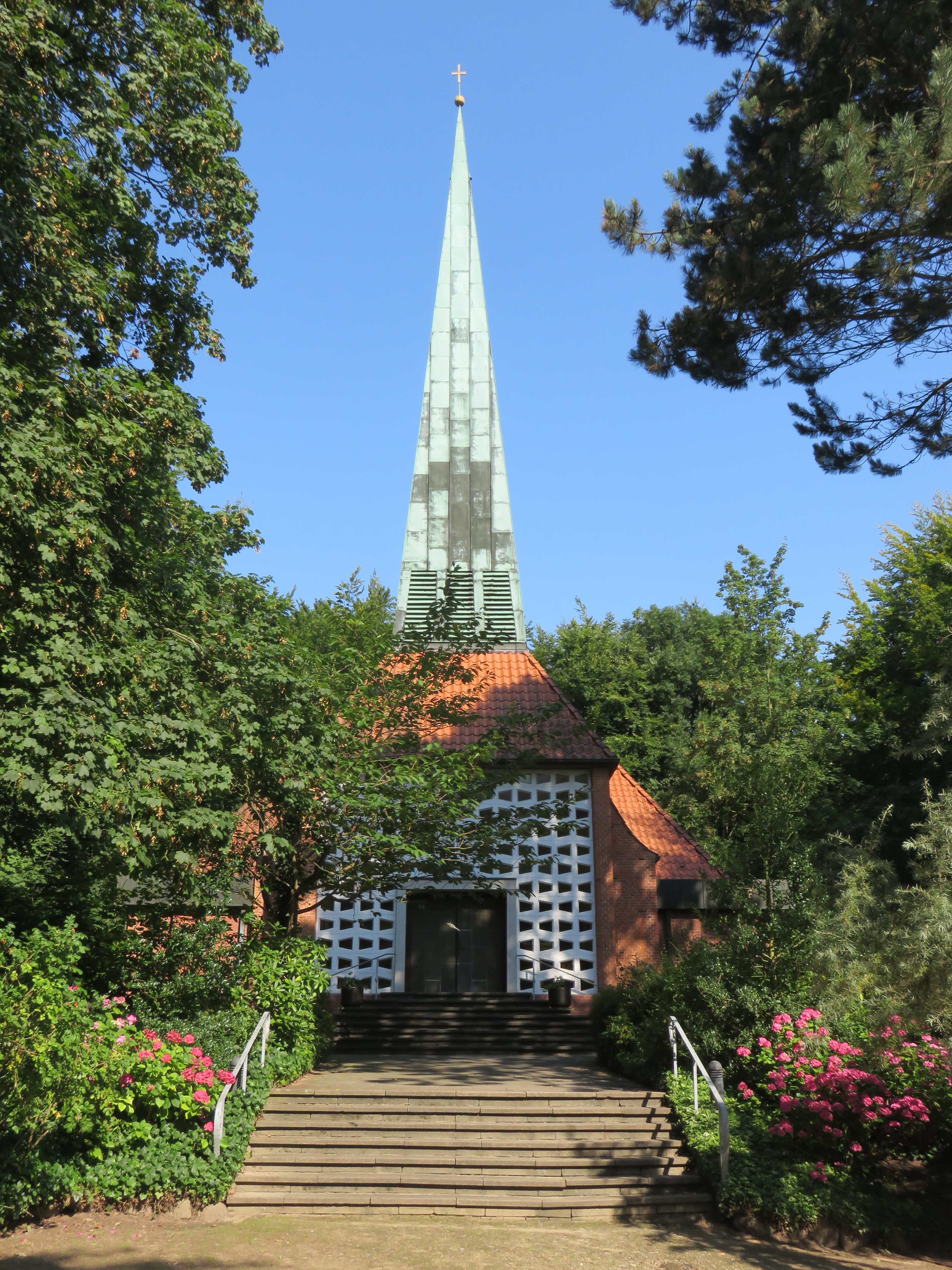
Waldkirche
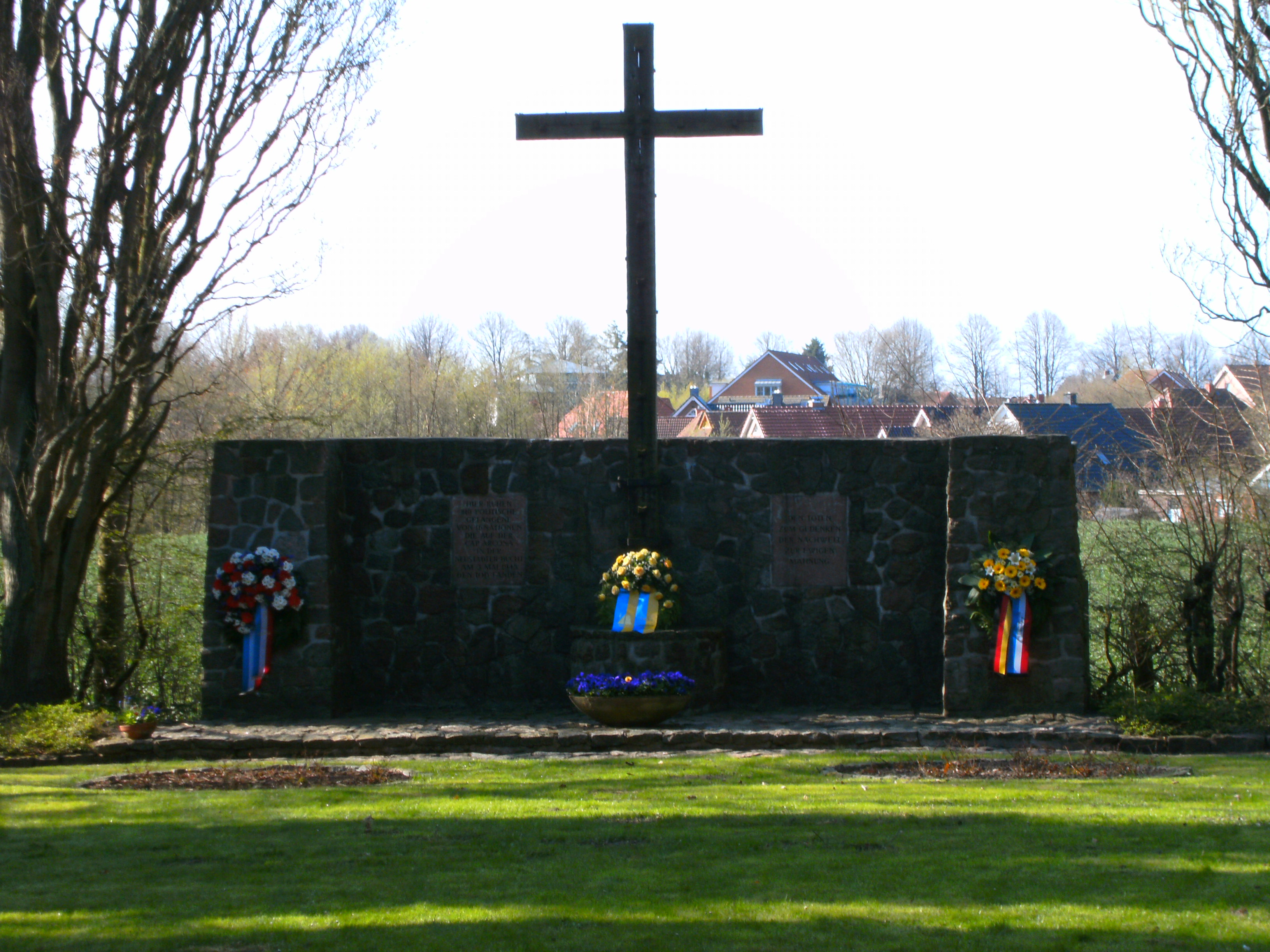
Gedenkstätte auf dem Waldfriedhof der Cap-Arcona-Opfer
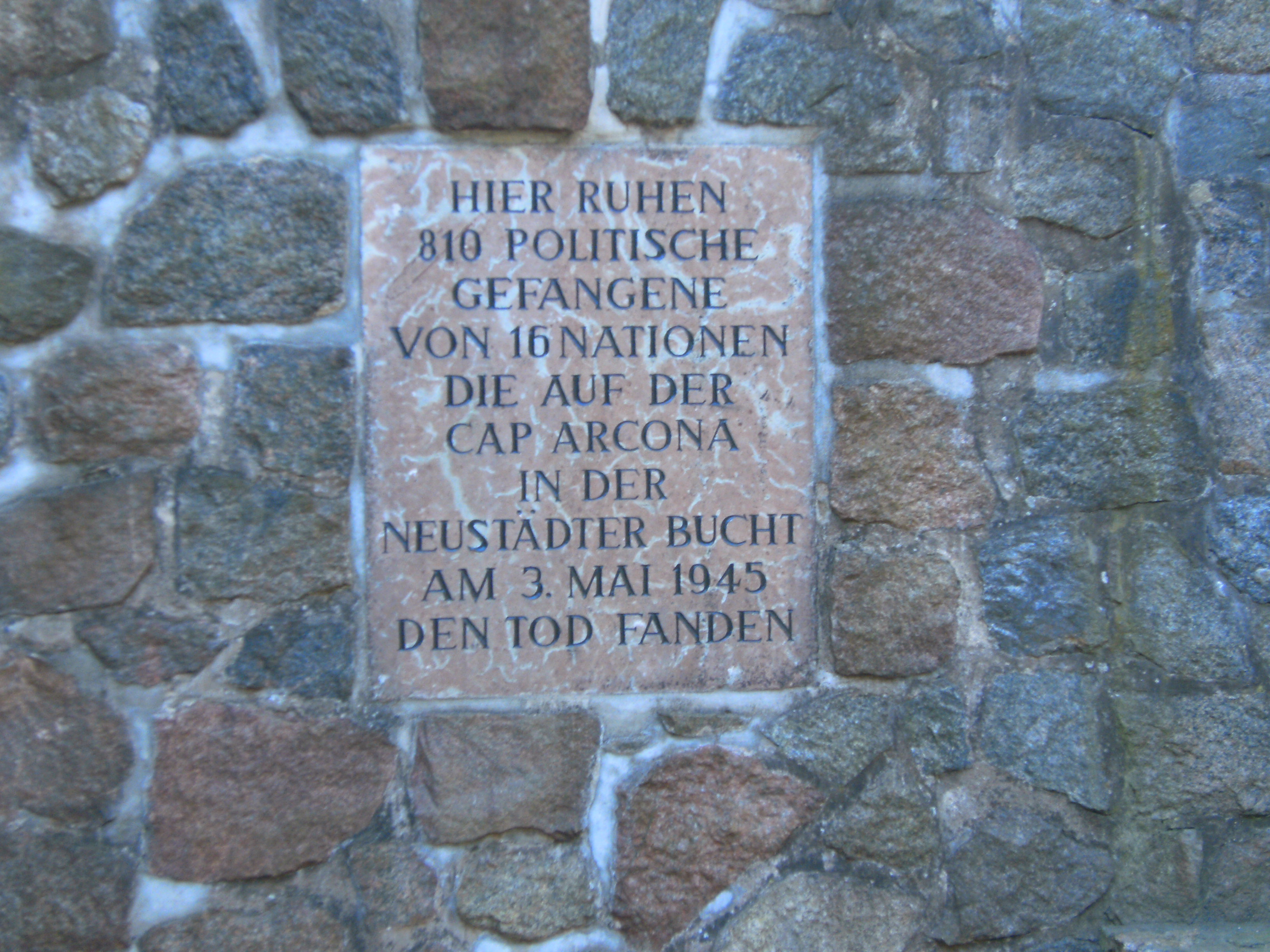
Gedenktafel auf dem Waldfriedhof der Cap-Arcona-Opfer
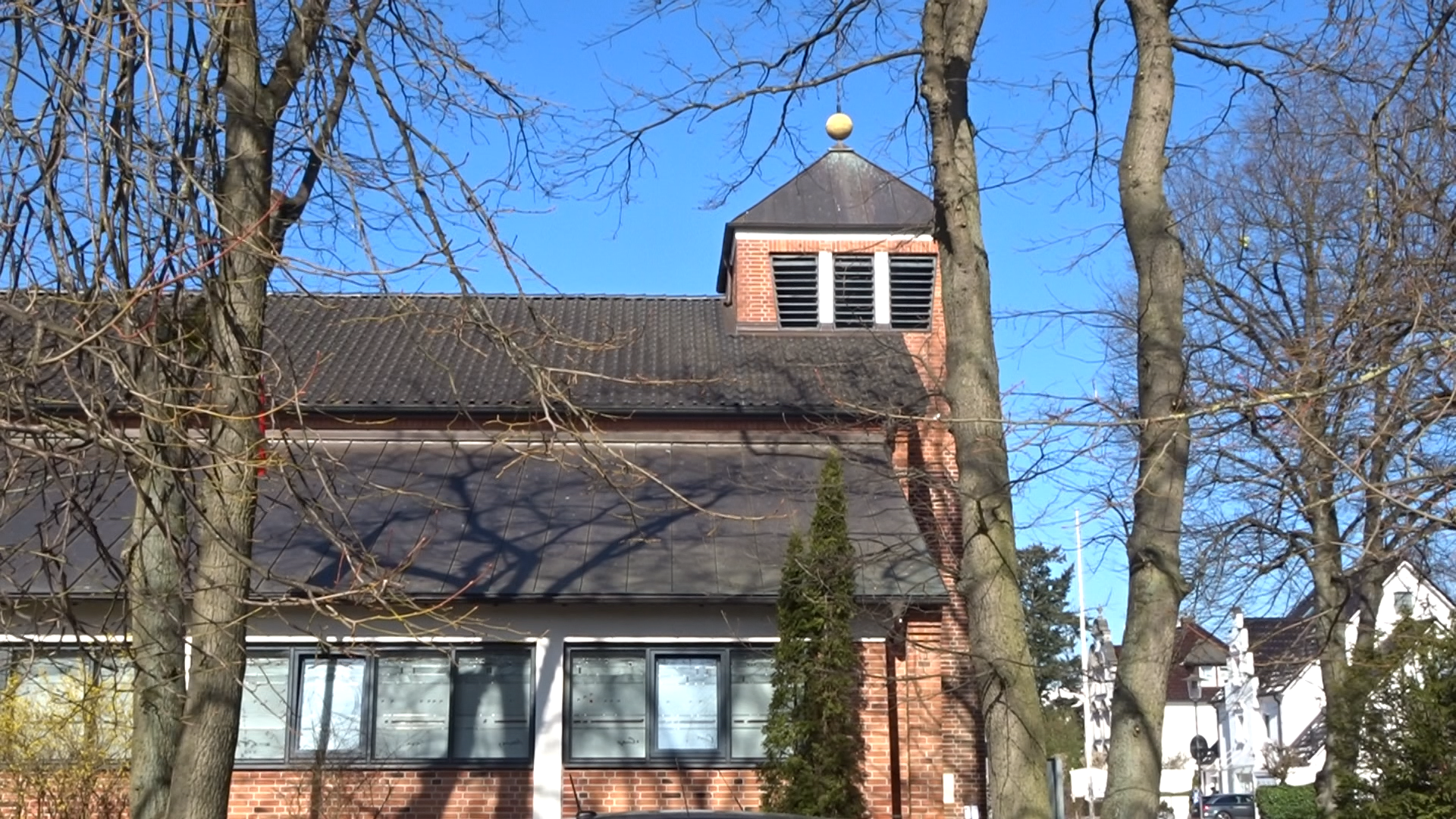
St.-Paulus-Kirche
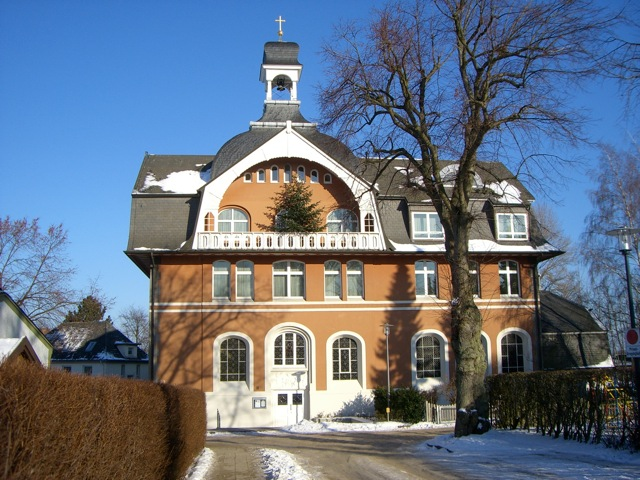
St. Johann der Fachklinik Maria Meeresstern
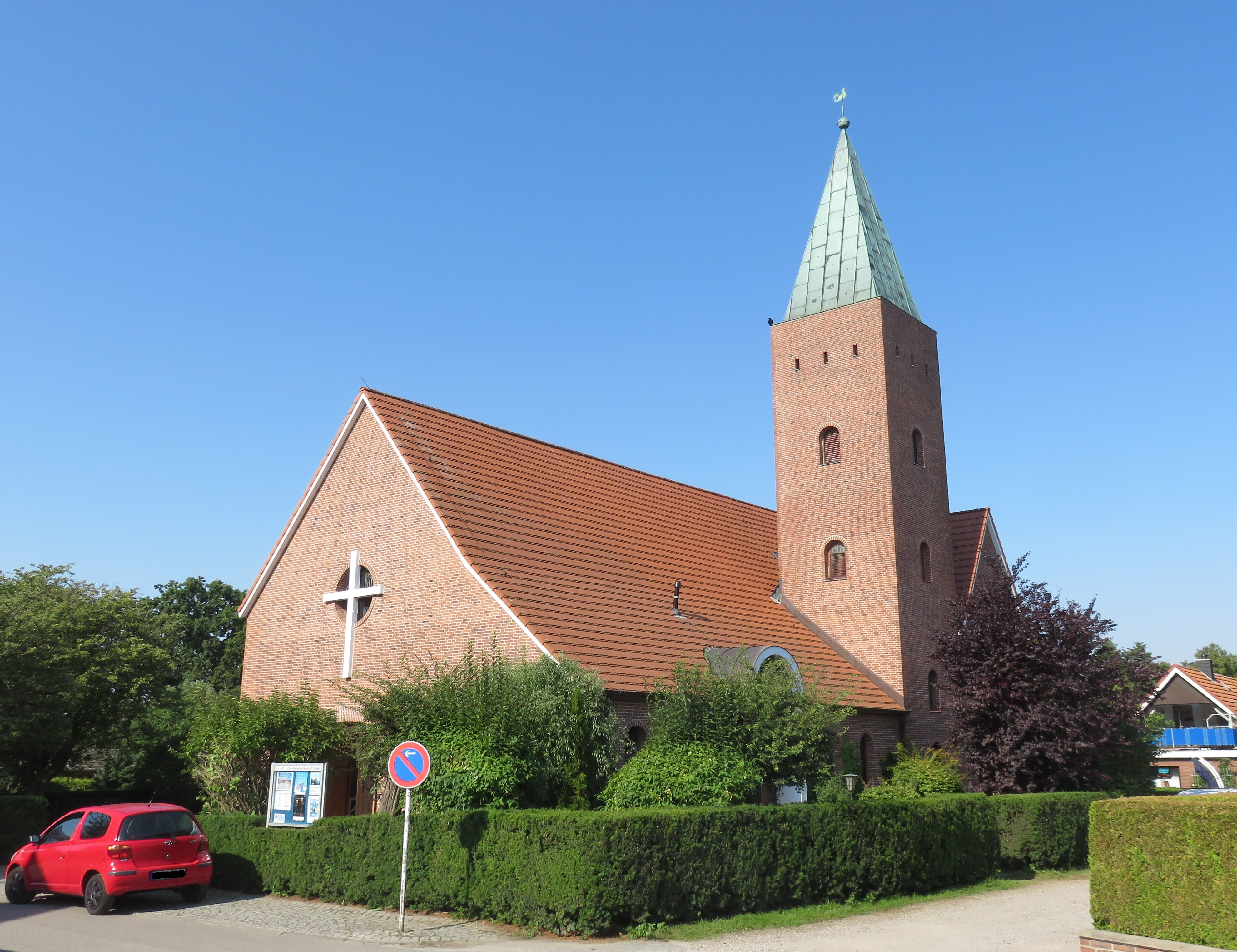
Petri-Kirche

## Politik

### Gemeindevertretung
Die Gemeindewahl am 14. Mai 2023 führte zu folgendem Ergebnis:
| Gemeindewahl Timmendorfer Strand 2023 %3020100 26,4 %26,1 %14,0 %13,6 %11,1 %8,8 %n. k. % CDUBBNPbGrüneWUBdSPDFDPEB HadenzagGewinne und Verlusteim Vergleich zu 2018 %p 10 8 6 4 2 0 −2 −4 −6−0,7 %p+9,6 %p± 0,0 %p−5,3 %p−5,1 %p+1,8 %p−0,3 %pCDUBBNPGrüneWUBSPDFDPEB HadenzaAnmerkungen:b BürgerBündnisNeuePerspektived Wählergemeinschaft unabhängiger Bürger Timmendorfer Strandg Einzelbewerber Udo Hadenza | Sitzverteilung in der Gemeindevertretung Timmendorfer Strand seit 2023Insgesamt 19 Sitze - SPD: 2 - Grüne: 3 - BBNP: 5 - WUB: 2 - FDP: 2 - CDU: 5 |

### Wappen
Blasonierung: „In Blau ein einmastiges goldenes Segelschiff mit Vor- sowie Hauptsegel und Steuerruder. Im rechten Obereck ein goldenes Seepferdchen.“

### Städtepartnerschaften

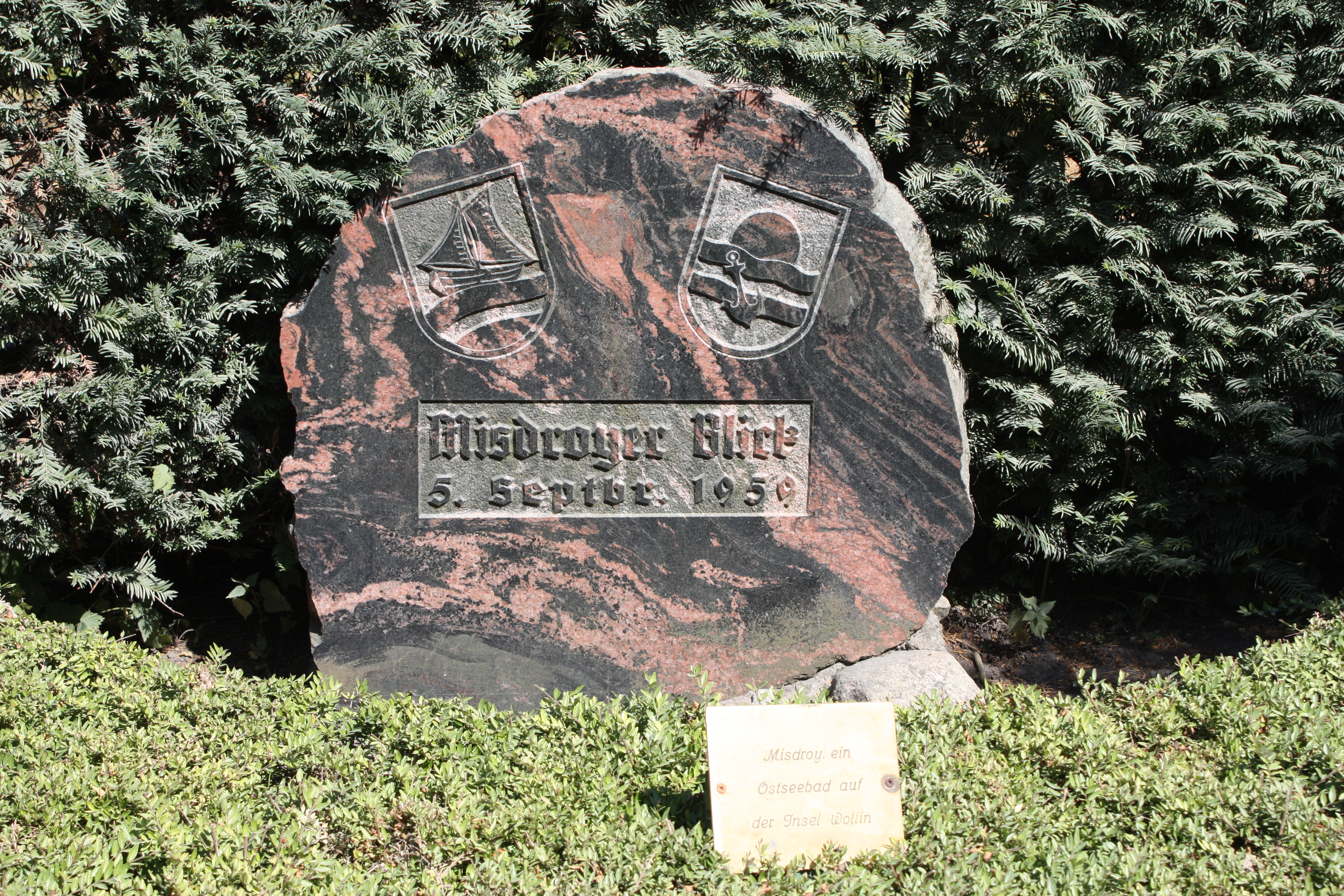
Gedenkstein „Misdroyer Blick“ an der Strandpromenade

- Patengemeinde: Międzyzdroje (Misdroy), Woiwodschaft Westpommern, Polen, seit 8. Juni 1956 (Patenschaftsurkunde vom 26. Mai 1957)[10]
- Patenstadt: Okonek (Ratzebuhr), Woiwodschaft Großpolen, Polen, seit 12. Juli 1956 (Patenschaftsurkunde vom 19. August 1956)[10]
- Partnerstadt: Ebeltoft, Dänemark, seit 12. April 1996
- Gemeinsame Projekte: Mit dem Skiort Davos betreibt die Gemeinde die Aktion Ski, Fun and Sun.

## Wirtschaft und Infrastruktur

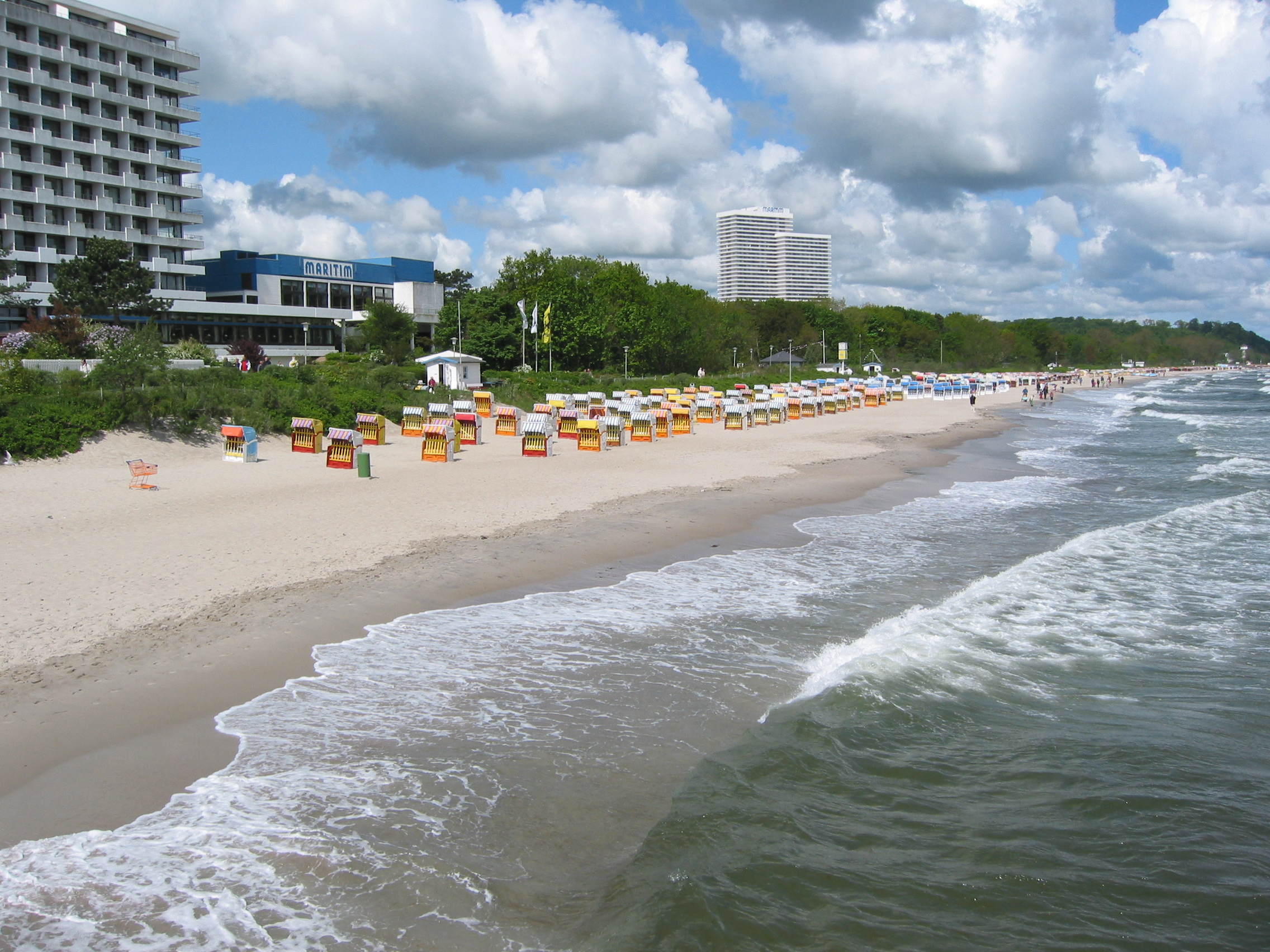
Strandabschnitt

Die Wirtschaft in Timmendorfer Strand lebt als Kurort hauptsächlich vom Tourismus. Produzierendes Gewerbe oder Industrie sind bis auf einen großen Lebensmittel produzierenden Betrieb nicht nennenswert vorhanden.
Durchschnittlich reisen 180.000 Gäste jährlich in die Gemeinde Timmendorfer Strand. Im Jahr 2003 zählte man 202.000 Ankünfte, im Jahr 2005 waren es 196.000. Der Anteil ausländischer Gäste liegt zwischen 1 und 2 %, die durchschnittliche Aufenthaltsdauer bei 4,6 Tagen. Timmendorfer Strand gehört mit 1,5 Millionen Übernachtungen jährlich zur Spitze der Region. Die Gäste kommen überwiegend aus Nordrhein-Westfalen (37,4 %) und Niedersachsen (18,23 %).

### Hafen

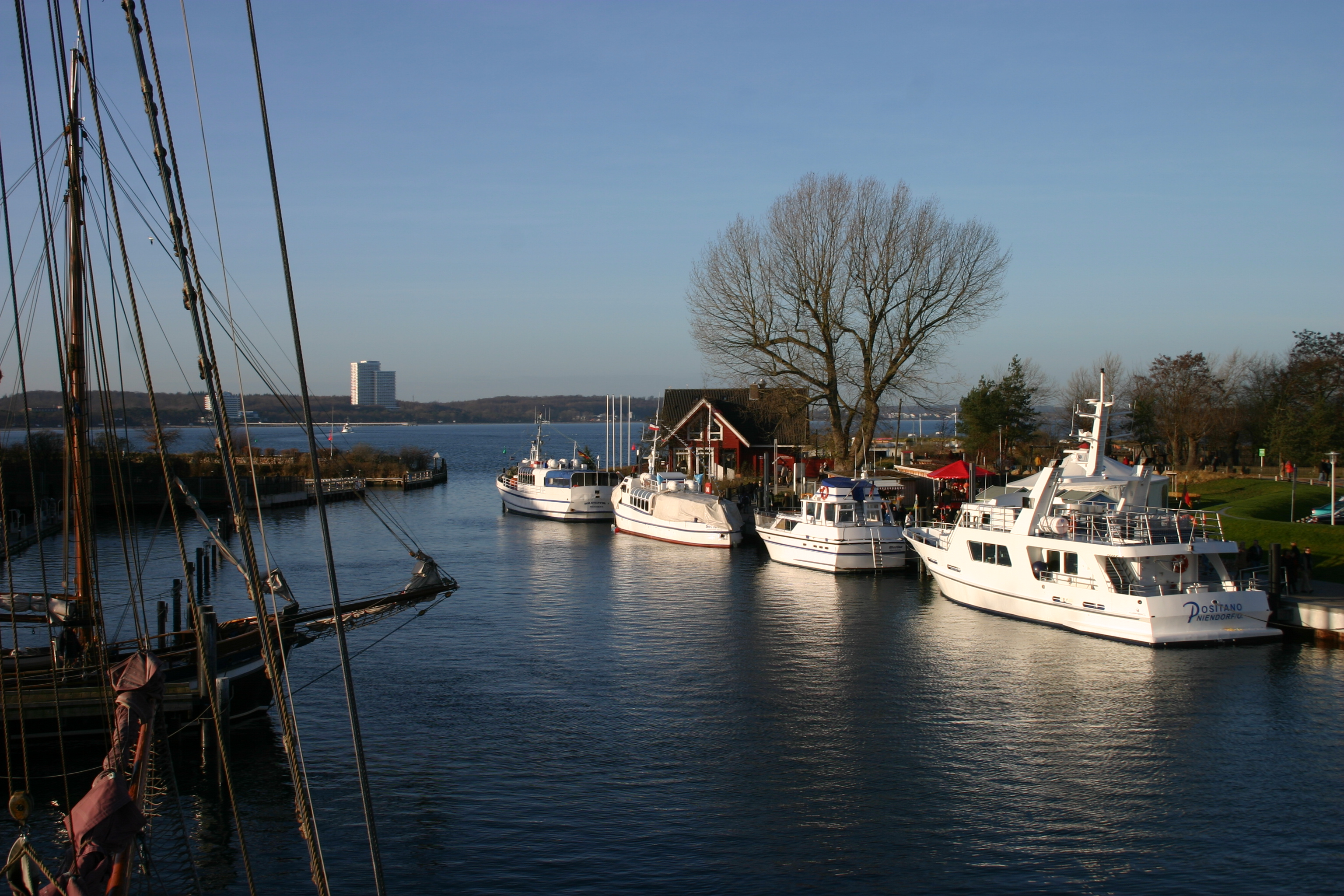
Niendorfer Hafen

Im Gemeindeteil Niendorf befindet sich der kleine Kommunalhafen. In ihm endet die Aalbek, eine Verbindung zwischen dem Hemmelsdorfer See und der Ostsee. Der Niendorfer Hafen gilt als einer der kleinsten Häfen an der schleswig-holsteinischen Ostseeküste. Gebaut 1920, veränderte sich die gewerbliche Nutzung des Hafens mit den Jahrzehnten. Ursprünglich als reiner Fischereihafen geplant, siedelte sich im Laufe der Jahre immer mehr Gewerbe an, so auch die Evers-Werft. Zwischen 2005 und 2006 wurde der Hafen grundsaniert und neu gestaltet.
In den letzten Jahrzehnten hat sich die Nutzung des Hafens stark verändert. Die Werft wurde zur Marina umgebaut und in die leerstehenden Gebäude zogen kleine Betriebe wie ein Spezialist für Bootsmotoren, eine Segelschule, eine auf klassischen Holzbootbau spezialisierte Bootsbauerei und Restaurants ein. Die meisten Boote heute sind Sportboote. Ein Gewerbezweig ist die Fahrgastschifffahrt, die noch immer regelmäßig in Niendorf stattfindet.

### Verkehr
Der Ort liegt an der Bundesautobahn 1 (Anschlussstelle Ratekau/Timmendorfer Strand) und der Bundesstraße 76 (Eutin–Lübeck-Travemünde).
Mit der Eisenbahn ist Timmendorfer Strand über die Strecke Lübeck–Neustadt erreichbar.
| Linie | Zuglauf                                                                                                 | KBS    | Takt                              |
| ----- | --- | ------ | --------------------------------- |
| RB 85 | Lübeck – Bad Schwartau – Timmendorferstrand – Scharbeutz – Haffkrug – Sierksdorf – Neustadt in Holstein | [ 28 ] | stündlich, werktags halbstündlich |
| X 85  | Lübeck – Haffkrug – Sierksdorf – Lensahn – Oldenburg – Großenbrode – Fehmarn-Burg – Puttgarden          | [ 28 ] | Buslinie – stündlich              |

Bis 1974 war Niendorf Endpunkt einer Zweigstrecke der Bahnstrecke Lübeck–Lübeck-Travemünde Strand. Nach der Gemeinde ist ein Intercity-Express-Triebzug der Baureihe 401 benannt.

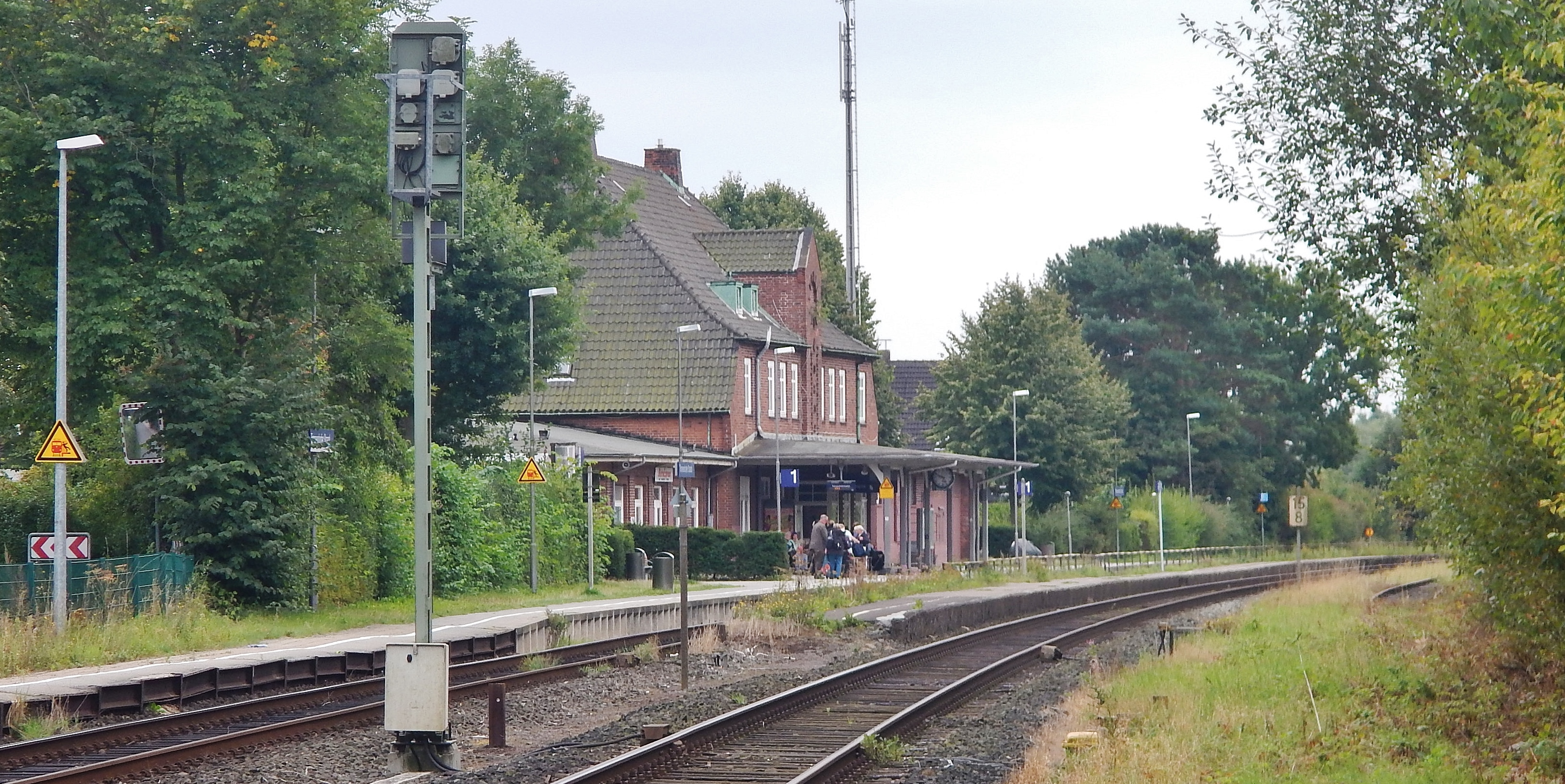
Bahnhof Timmendorfer Strand
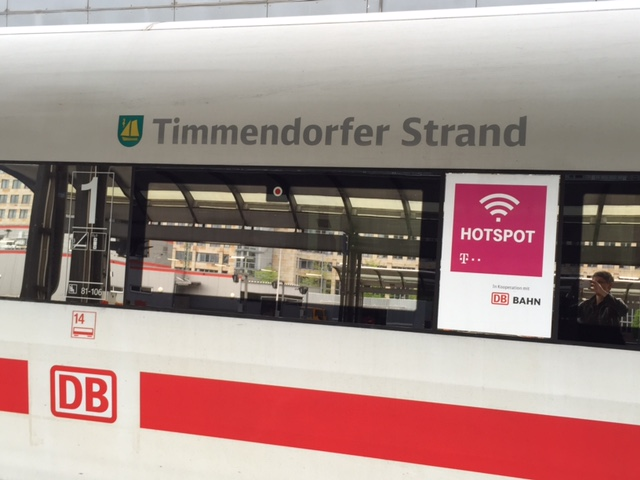
ICE „Timmendorfer Strand“

Buslinien der Autokraft verkehren von Lübeck, Scharbeutz, Lübeck-Travemünde und weiteren Orten der Umgebung nach Timmendorfer Strand.
In Timmendorfer Strand und Niendorf bestehen mehrere Anlegemöglichkeiten für Ausflugsschiffe.
Der Ort ist an den Ostseeküsten-Radweg angeschlossen, welcher innerhalb des europäischen EuroVelo-Netzes um die Ostsee führt.

## Kultur

### Bildung
Jeder Gemeindeteil der Gemeinde Timmendorfer Strand hatte eine eigene Grundschule. Aufgrund sinkender Schülerzahlen wurden die Grundschulen auf die Standorte Timmendorfer Strand und Niendorf reduziert.
In Timmendorfer Strand befindet sich auch eine Gemeinschaftsschule (ehemals Haupt- und Realschule, danach Regionalschule).
Am Ortsende in Richtung Scharbeutz liegt das 1946 gegründete Ostsee-Gymnasium Timmendorfer Strand. In der Nähe des Gymnasiums befindet sich das Berufsbildungswerk Bugenhagen, benannt nach dem Reformator Johannes Bugenhagen. Es bietet geistig und körperlich behinderten Menschen die Möglichkeit zu einer Berufsfindung und Ausbildungsmöglichkeiten. Bis 1978 befand sich hier das Bugenhagen-Internat der evangelisch-lutherischen Kirche, dessen Schüler das Ostsee-Gymnasium besuchten.

### JazzBaltica

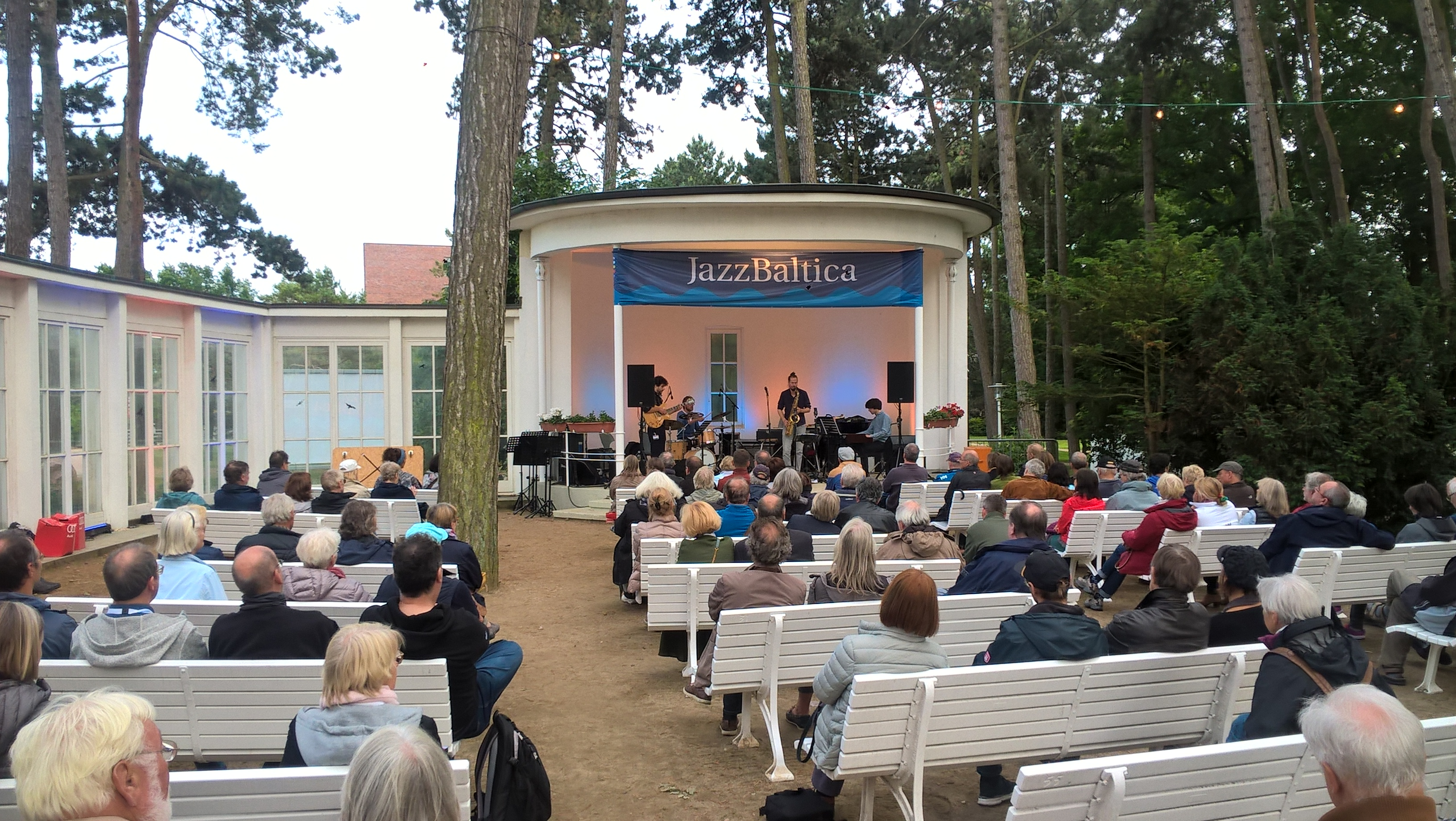
JazzBaltica im Neuen Kurpark, Juni 2018

JazzBaltica ist ein Jazz-Festival in Schleswig-Holstein, das seit 1991 stattfindet. Es wurde mit dem Ziel gegründet, die kulturelle Zusammenarbeit der Ostsee-Anrainerstaaten zu fördern, indem Musiker und insbesondere junge Talente in wechselnden Besetzungen zusammenkommen. Bis 2011 war das der zentrale Veranstaltungsort Gut Salzau im Kreis Plön. Seit 2013 gastierte das Festival auf dem Gelände der Evers-Werft in Timmendorfer Strand-Niendorf. Seit 2018 findet JazzBaltica im Neuen Kurpark in Timmendorfer Strand statt.

### Sport
- EHC Timmendorfer Strand 06 ist der einzige aktive Eishockeyverein in Schleswig-Holstein und ist im Eissport- und Tenniscentrum beheimatet. 2013 wurde die Mannschaft Staffelsieger der Oberliga Nord.
- Deutsche Beachvolleyball-Meisterschaften finden seit 1993 jedes Jahr in Timmendorfer Strand an der Maritim Seebrücke in der eigens für die Veranstaltung aufgebauten Ahmann-Hager-Arena statt.
- Beach Polo wird seit 2007 in Timmendorfer Strand an der Maritim Seebrücke ausgetragen.
- zwei Golfplätze mit je 18 Löchern.[31]

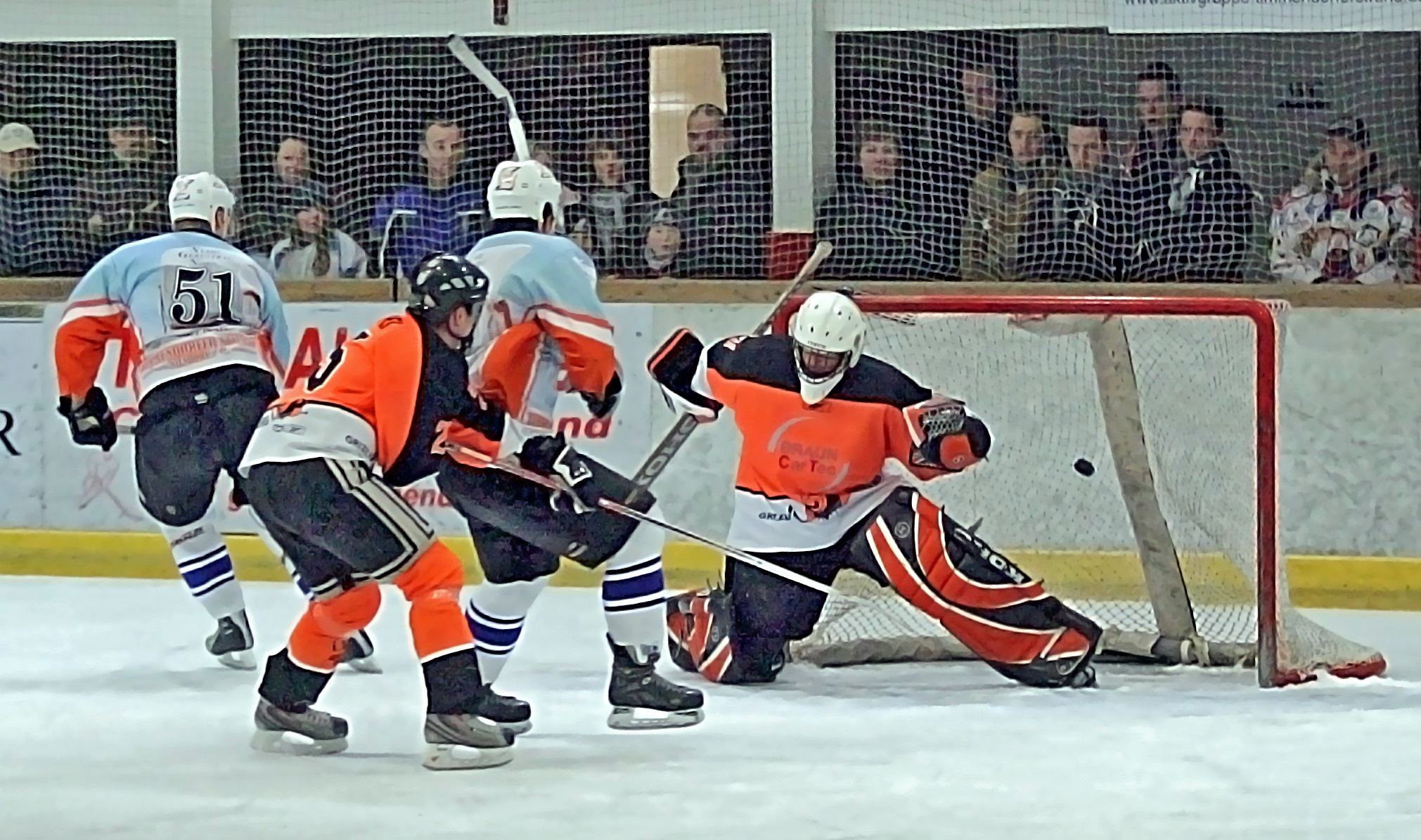
Beach Boys in der Saison 2009/2010
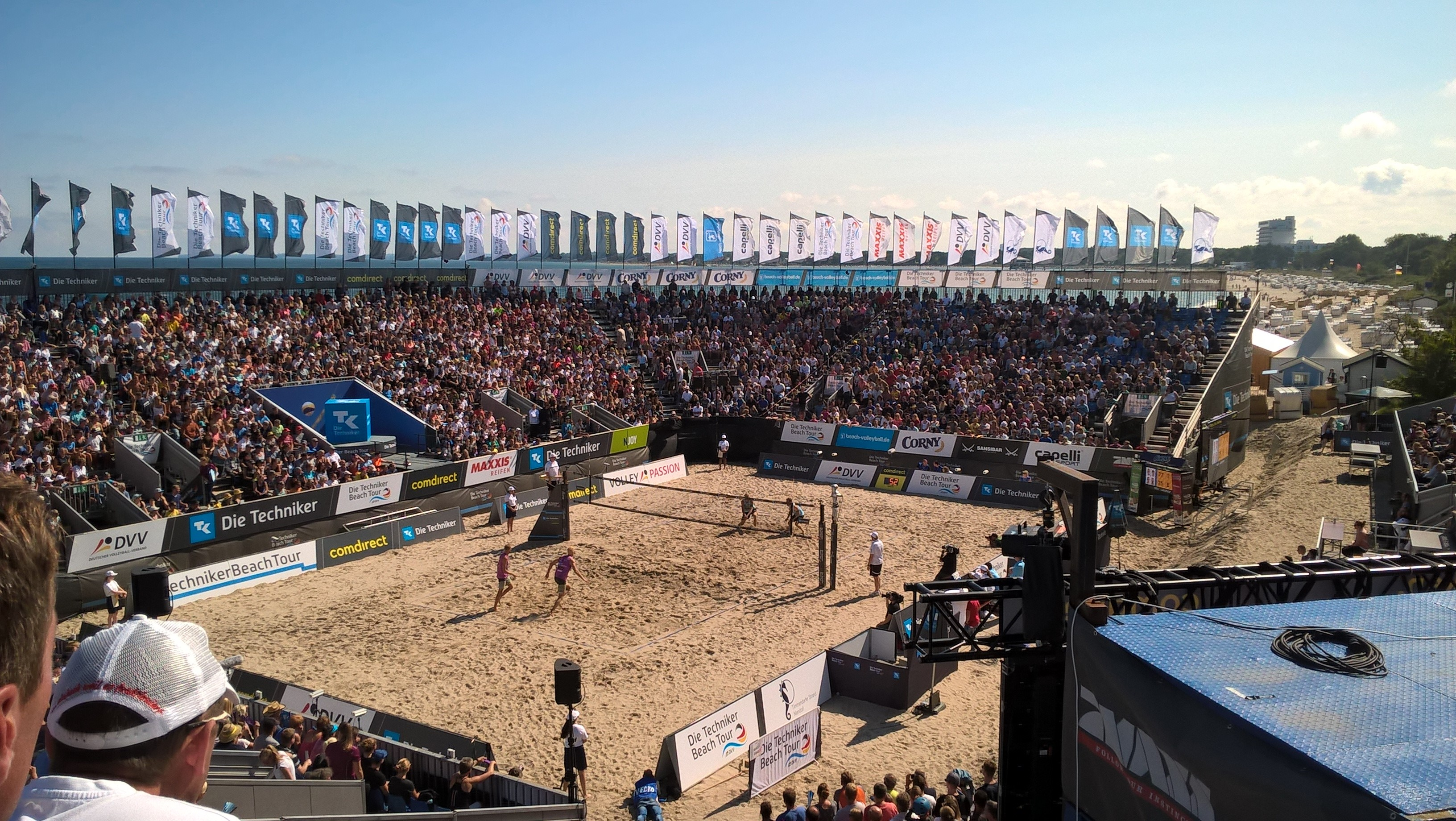
Beachvolleyball Timmendorfer Strand, August 2018
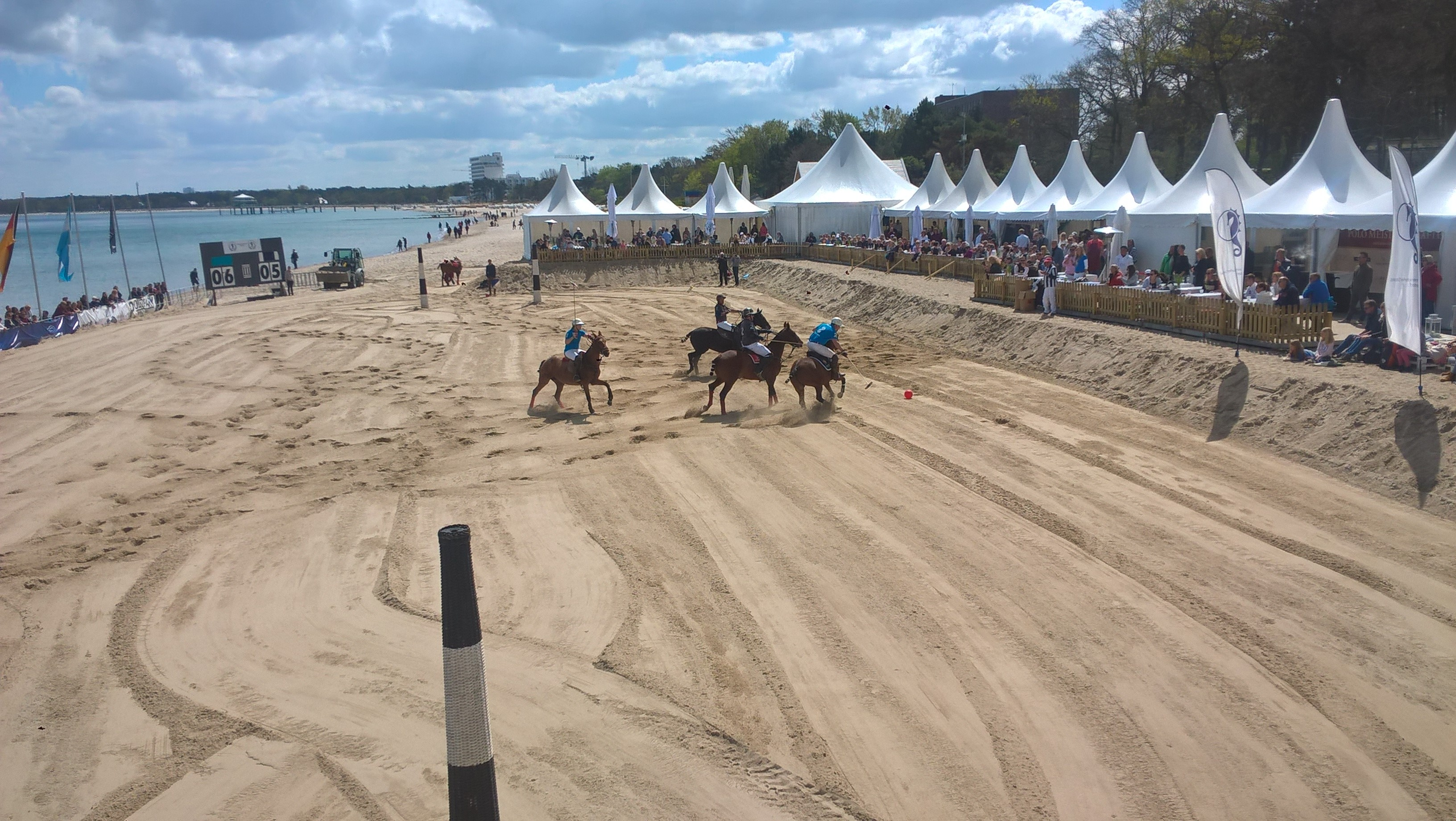
Beach-Polo Timmendorfer Strand, Mai 2019
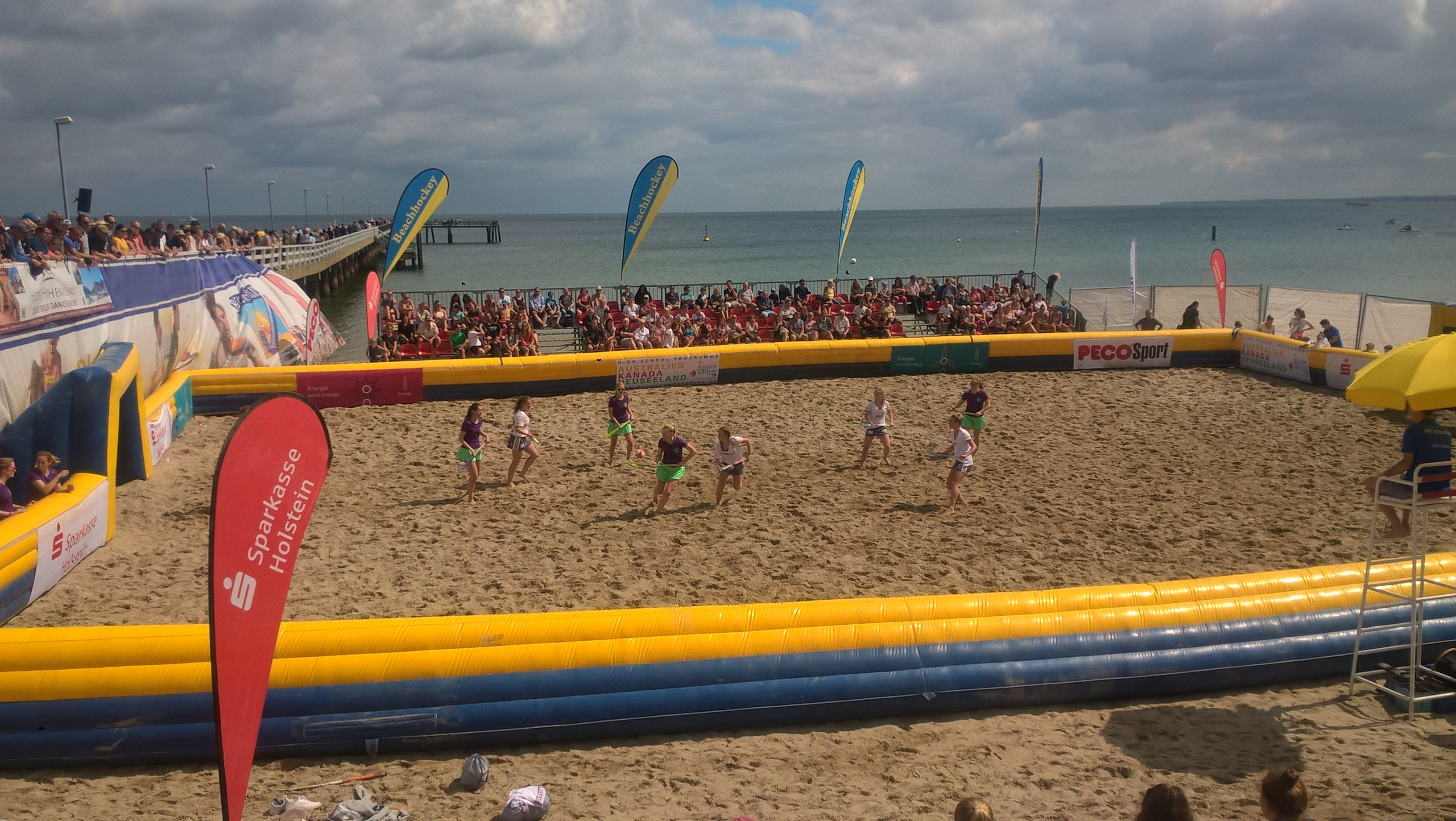
Beachhockey Timmendorfer Strand, Juli 2019

## Sehenswürdigkeiten und Freizeitangebote

### Maritim Seebrücke

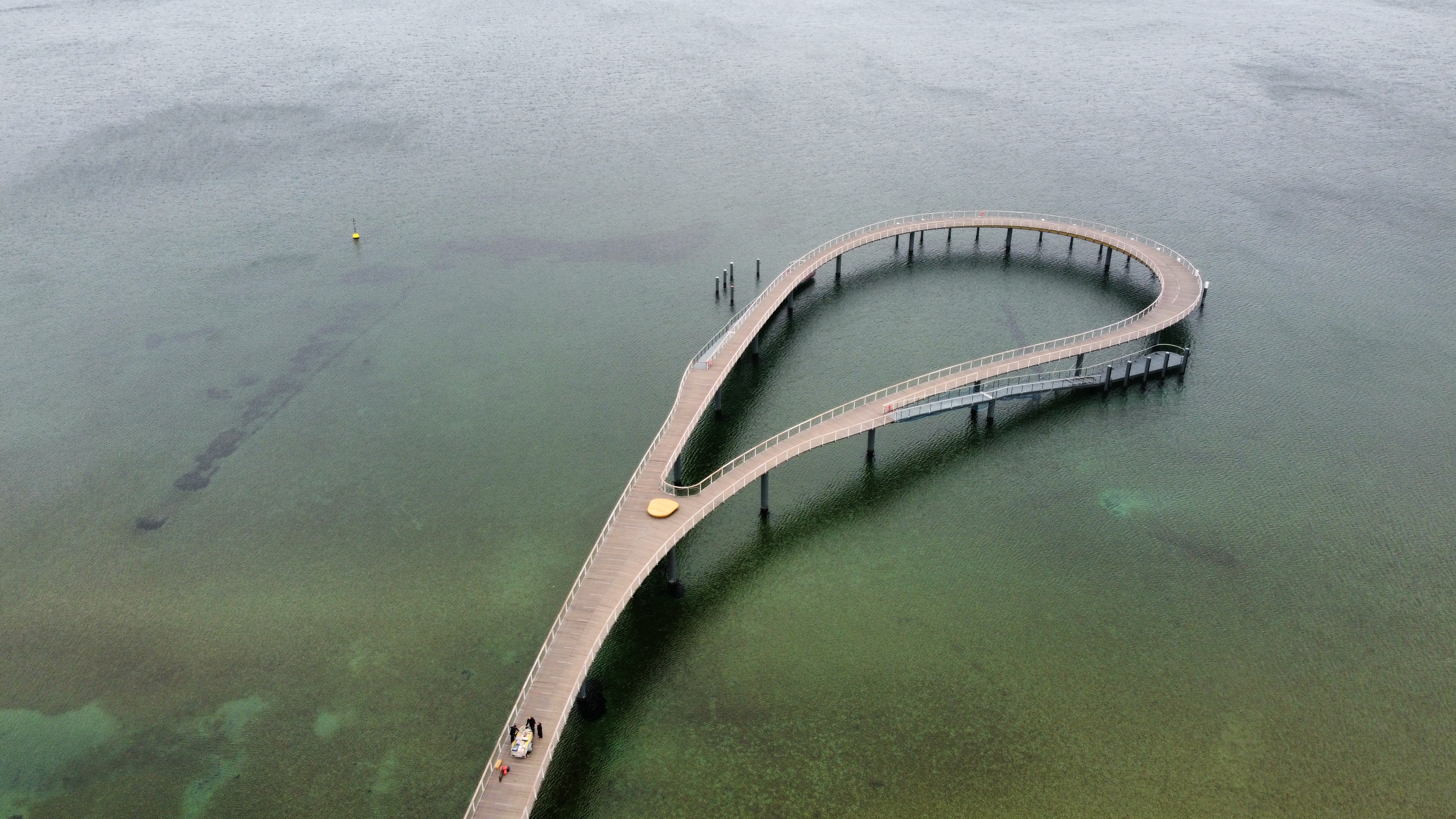
Maritim Seebrücke

Die erste Seebrücke vor Denkers Kurhotel, heute dem Maritim Seehotel, an der auch Dampfschiffe anlegen konnten, wurde 1908 eingeweiht.
Die im Jahr 1976 errichtete, 275 Meter lange Maritim Seebrücke wurde aufgrund von statischen Mängeln nach 44 Jahren ihres Bestehens und nach Ablauf der Nutzungsgenehmigung im Februar 2021 abgerissen. Sie wurde durch eine 250 Meter lange Brücke ersetzt, die seeseitig in einer Schlingenform ausgebildet ist und damit einen fast 430 Meter langen Rundweg über dem Meer bietet. Das Tragwerk der Brücke, das aus einem fugenlosen Stahlhohlkasten besteht, ist für eine Lebensdauer von 100 Jahren ausgelegt. Die Baukosten der Brücke betrugen 11,8 Millionen Euro.

### Seeschlösschen-Seebrücke

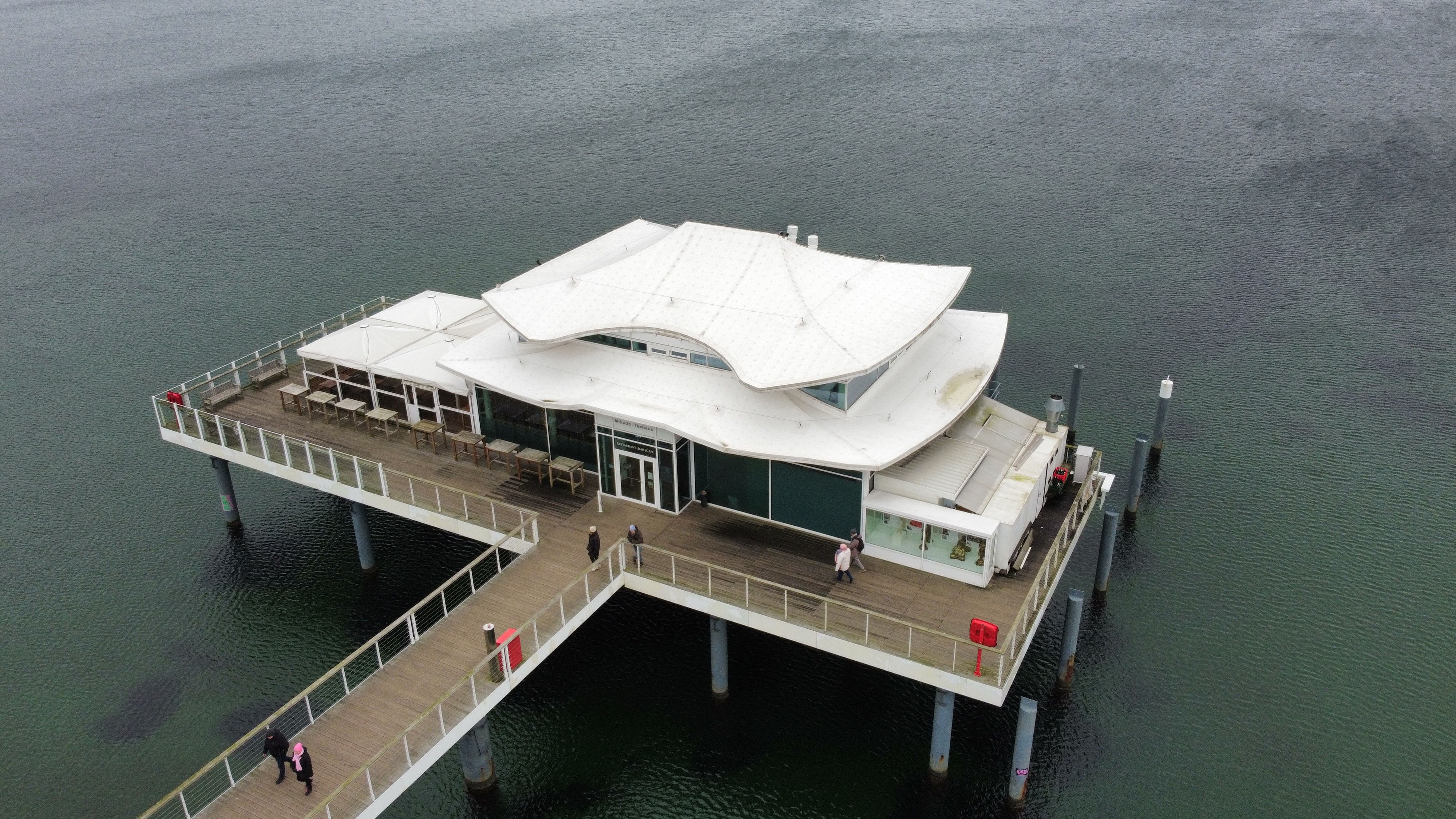
Asiatisches Teehaus auf der Seeschlösschenbrücke

Im Jahr 1953 fand der Bau der ersten Seebrücke vor dem Seeschlösschen statt. 1989 wurde sie durch eine Sturmflut zerstört, im Juli des folgenden Jahres wurde sie durch einen Neubau ersetzt.
Die Seeschlösschen-Seebrücke wurde von 2010 bis 2011 durch eine rund 150 Meter lange Seebrücke an gleicher Stelle ersetzt. Seitlich befindet sich ein Schiffsanleger. Auftraggeber war die Gemeinde Timmendorfer Strand und die Planung der Brücke wurde von Sellhorn Ingenieurgesellschaft durchgeführt. Die Kosten betrugen ca. 1,5 Millionen Euro.
Am Brückenkopf wurde eine 36 mal 16 Meter große Plattform errichtet, auf der ein Gebäude in Pagodenform errichtet wurde. Teilflächen des Fußbodens bestehen aus Glas und ermöglichen den Blick auf das darunterliegende Meer. Das Mikado-Teehaus wurde von dem Hamburger Architekten Andreas Schuberth entworfen, geplant und realisiert. Die Baukosten betrugen rund 1,8 Millionen Euro. Es eröffnete im Juli 2014 und sollte erst als Galerie dienen, beherbergt nun das Restaurant „Wolkenlos“. Die Gemeinde hat am 19. Oktober 2017 bekanntgegeben, dass erhebliche Baumängel an der Glasfront des Gebäudes bestehen, für deren Beseitigung sie voraussichtlich weitere € 800.000 aufwenden muss.

### Alter Kurpark

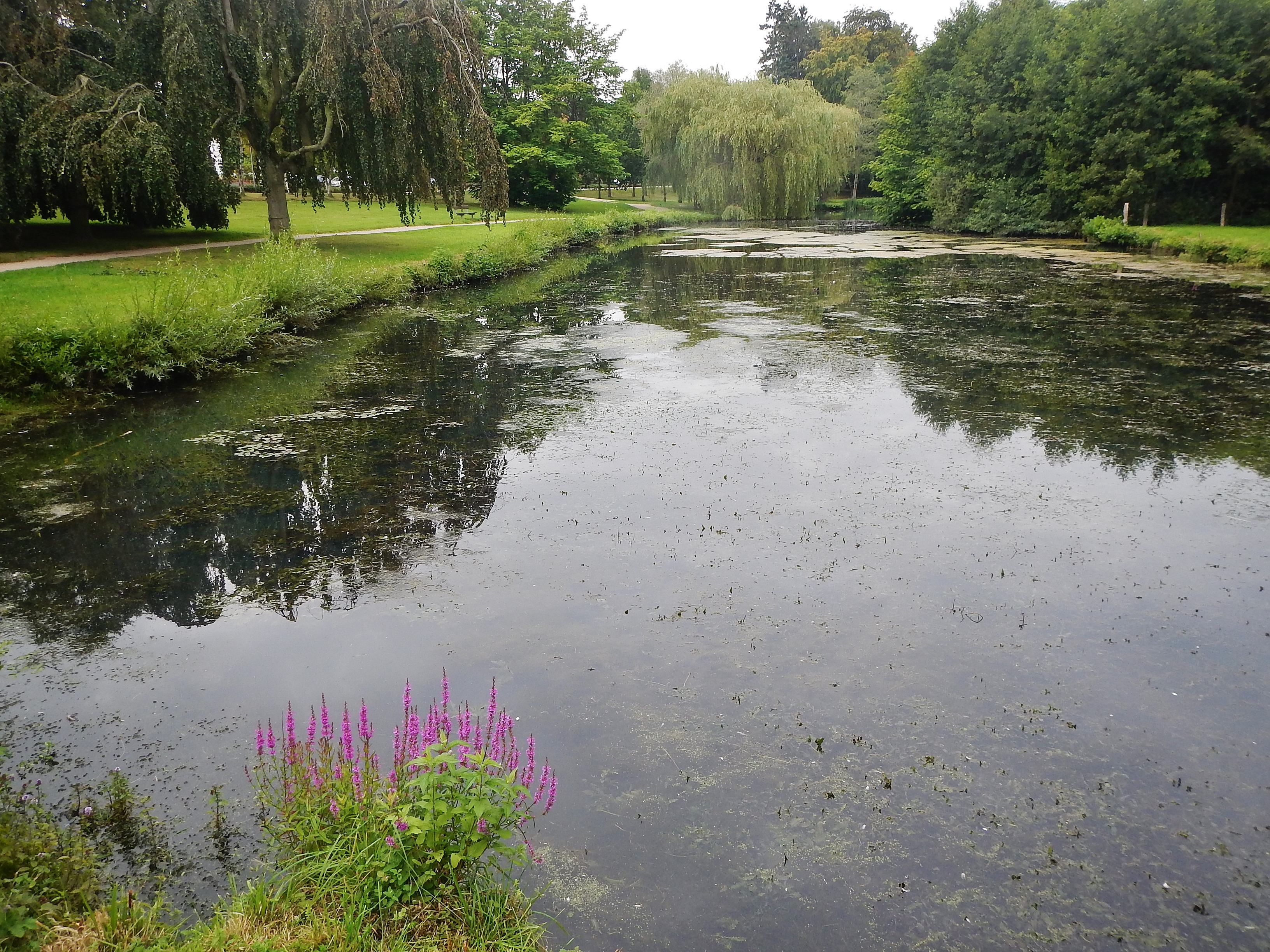
Alter Kurpark

Im Gemeindeteil Timmendorfer Strand wurde in den 1930er Jahren ein Kurpark mit einer Freilichtbühne angelegt. Neben einer Minigolfanlage und einem großen Schachbrett entstand 1994 das Kurmittelhaus. 2006 begannen Arbeiten zur Grundsanierung. Geplant war, den Park in den Zustand der 1930er Jahre zurückzuversetzen. Im Jahr 2013 wurde das verwaiste Kurmittelhaus lediglich am Donnerstag für die Essensausgabe der Tafel an Timmendorfer Bedürftige genutzt, die benachbarte Freilichtbühne wurde abgerissen, Sanierungsarbeiten des Kurparks haben bislang nicht stattgefunden. Zu Gunsten eines an der Bergstraße verlaufenden breiten Fußweges, welcher ursprünglich als Fahrradweg geplant war, hat der Kurpark Fläche und mehrere ältere Bäume verloren.

### Neuer Kurpark

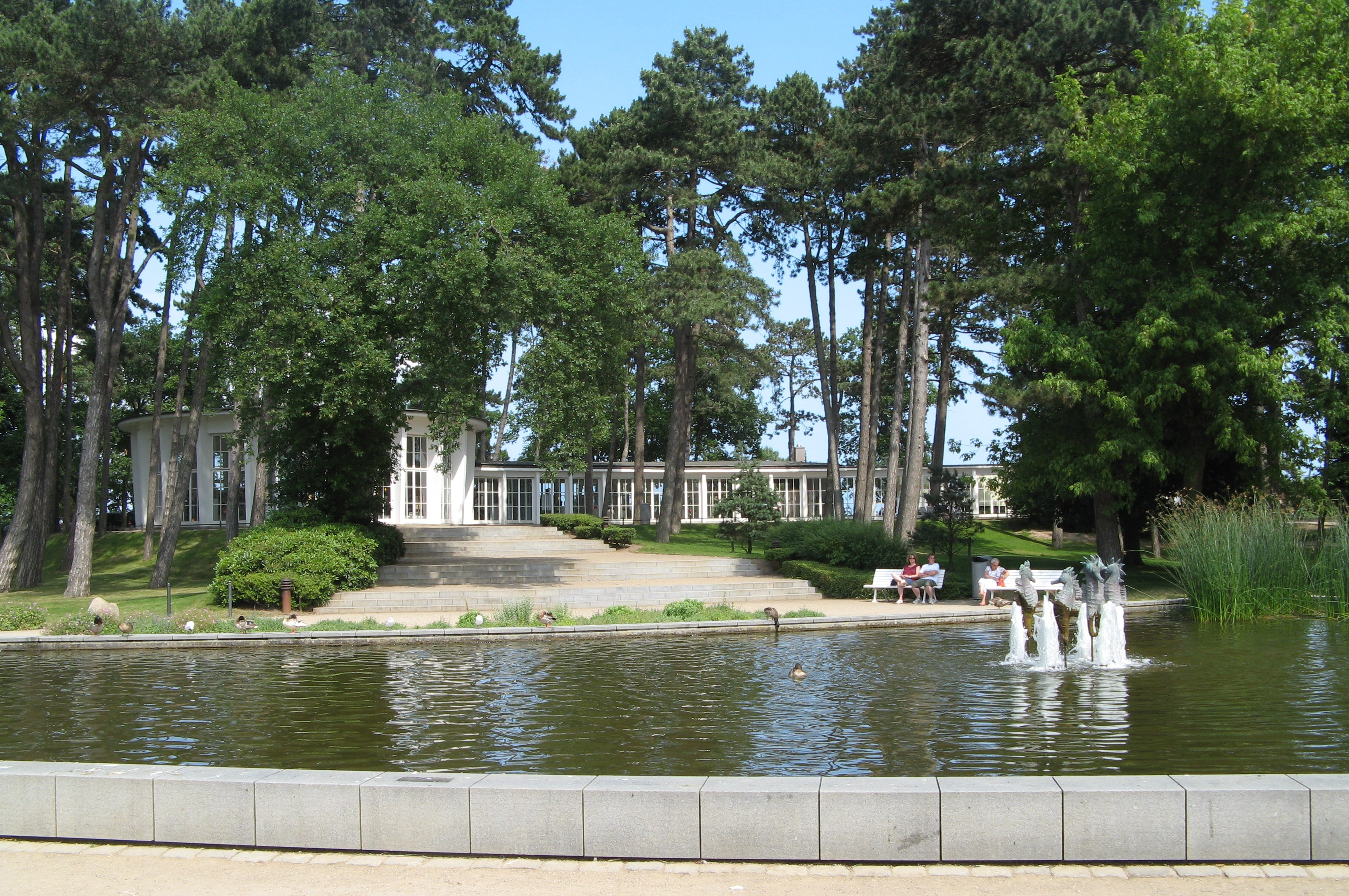
Seepferdchenbrunnen und Trinkkurhalle

Zwischen Kur- und Strandpromenade liegt der Neue Kurpark im Zentrum von Timmendorfer Strand. Der Neue Kurpark beherbergt den Seepferdchenbrunnen mit den fünf Seepferdchen (1982 von dem Bildhauer Karlheinz Goedtke erstellt) und die seit 1989 denkmalgeschützte Trinkkurhalle, die ganzjährig als Veranstaltungsort genutzt wird.

### Weitere Objekte
- Sea Life Centre (Meerwasseraquarium mit einheimischen Fischen), eröffnet am 4. April 1997.
- Vogelpark Niendorf (mit der größten Eulensammlung der Welt), eröffnet am 3. Mai 1975[16]
- Fischerei- und Yachthafen Niendorf (siehe Niendorfer Hafen)
- Windmühle Timmendorfer Strand von 1846 ist eine Holländermühle, 1979 wurde der Betrieb der Windmühle eingestellt, Mühlenweg 3, westlich der Bäderstrasse/B 76.[37][38][16]
- Die Badende vom Bildhauer Karlheinz Goedtke Anfang der 1960er Jahre erstellt, gilt heute als ein Wahrzeichen des Ortes.[39]
- Skulptur von Udo Lindenberg an der Maritim Seebrücke von dem Künstler Dieter Portugall, aufgestellt am 13. April 2012[40]
- Die Bäderbahn TIDO gehört seit 2018 zum Ortsbild von Timmendorfer Strand. Auf der 12 Kilometer langen Rundfahrt mit vier Haltestellen fährt sie durch die Ortsteile Timmendorfer Strand und Niendorf. 2025 wurde die bisher von einem Dieselmotor angetriebene Lok auf einen Elektroantrieb umgerüstet. In ihren zwei Waggons kann sie bis zu 50 Personen mitnehmen.[41]

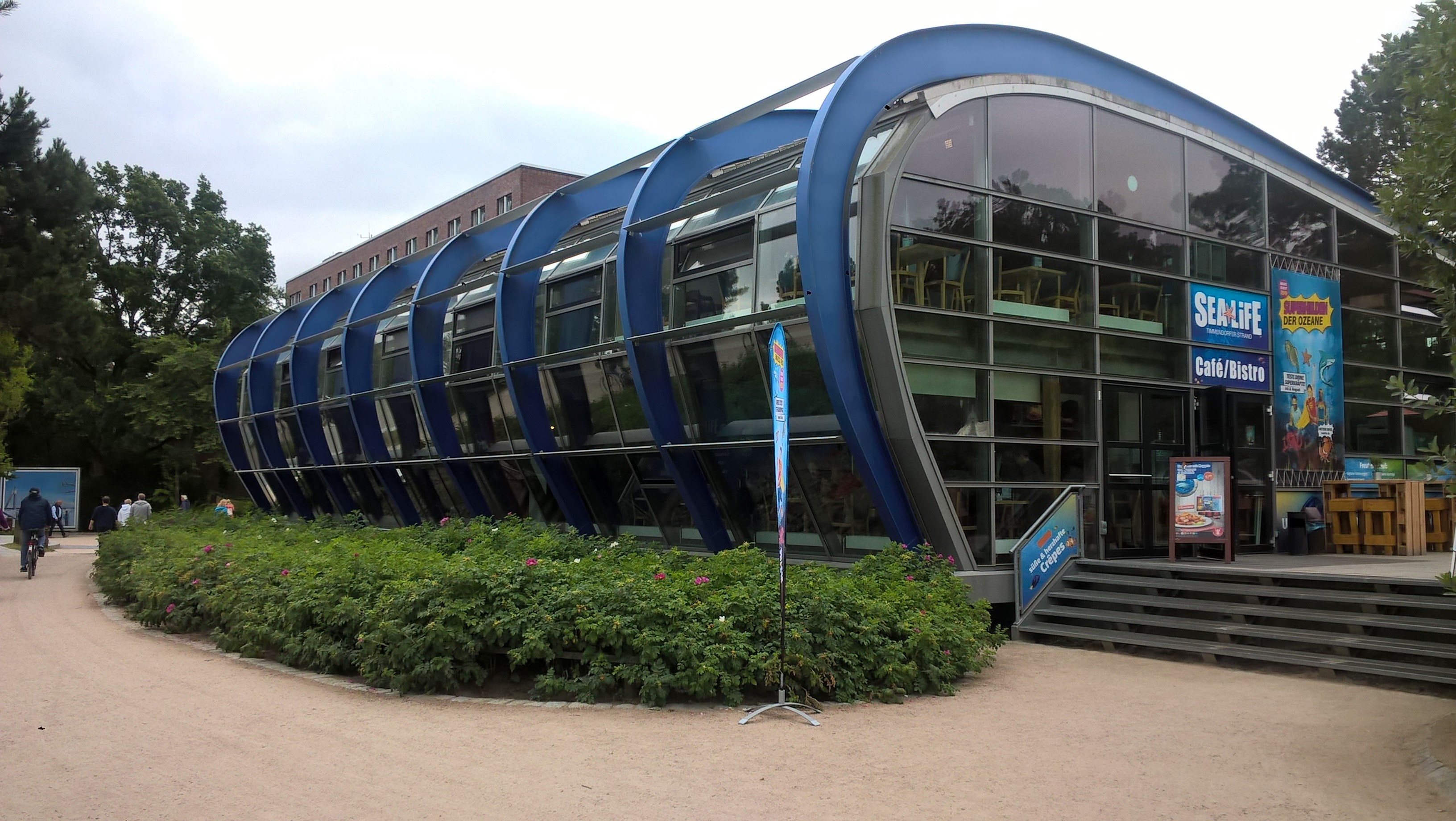
Sea Life Centre
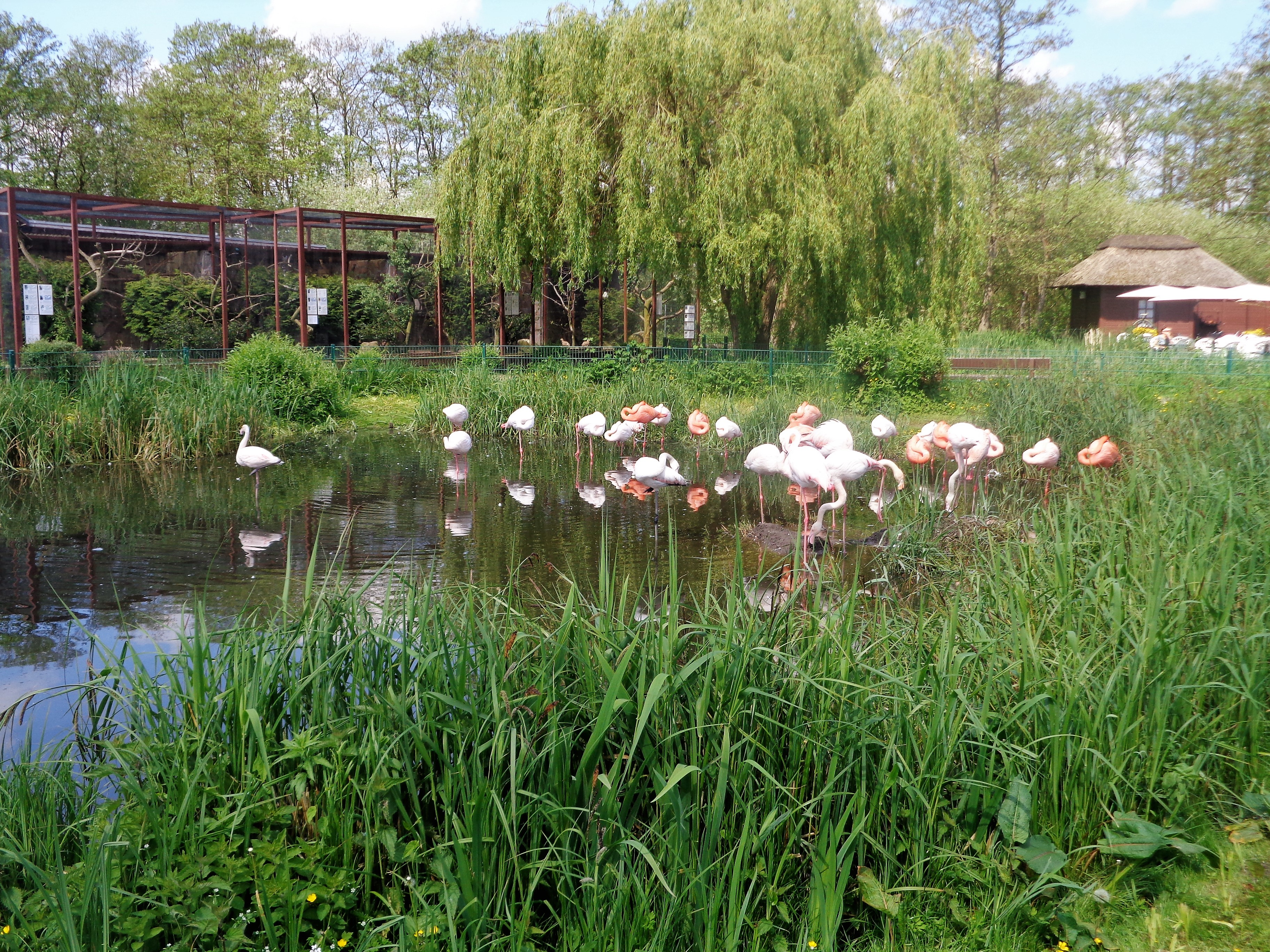
Vogelpark Niendorf
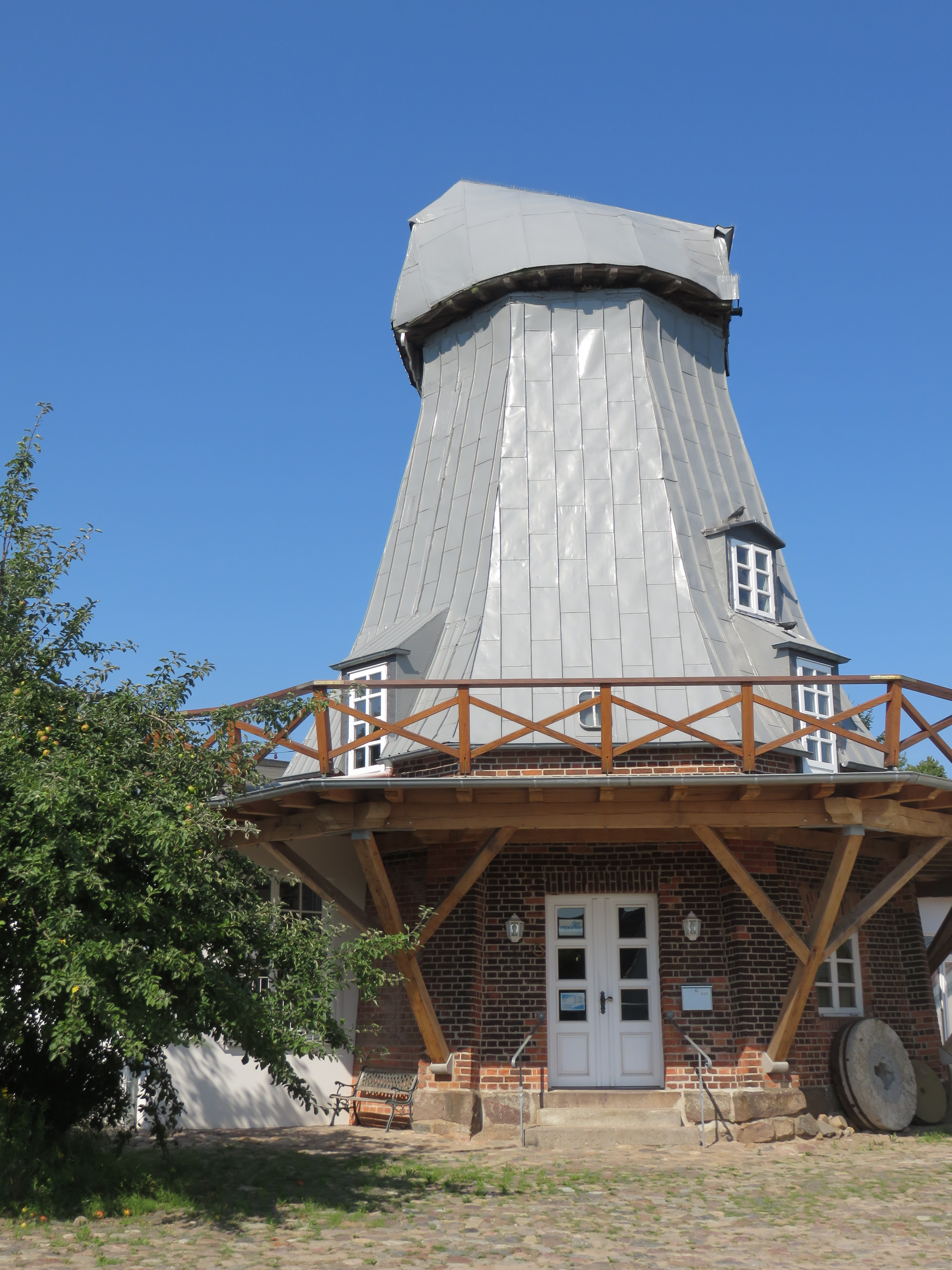
Windmühle (heute ohne Flügel), Timmendorfer Strand
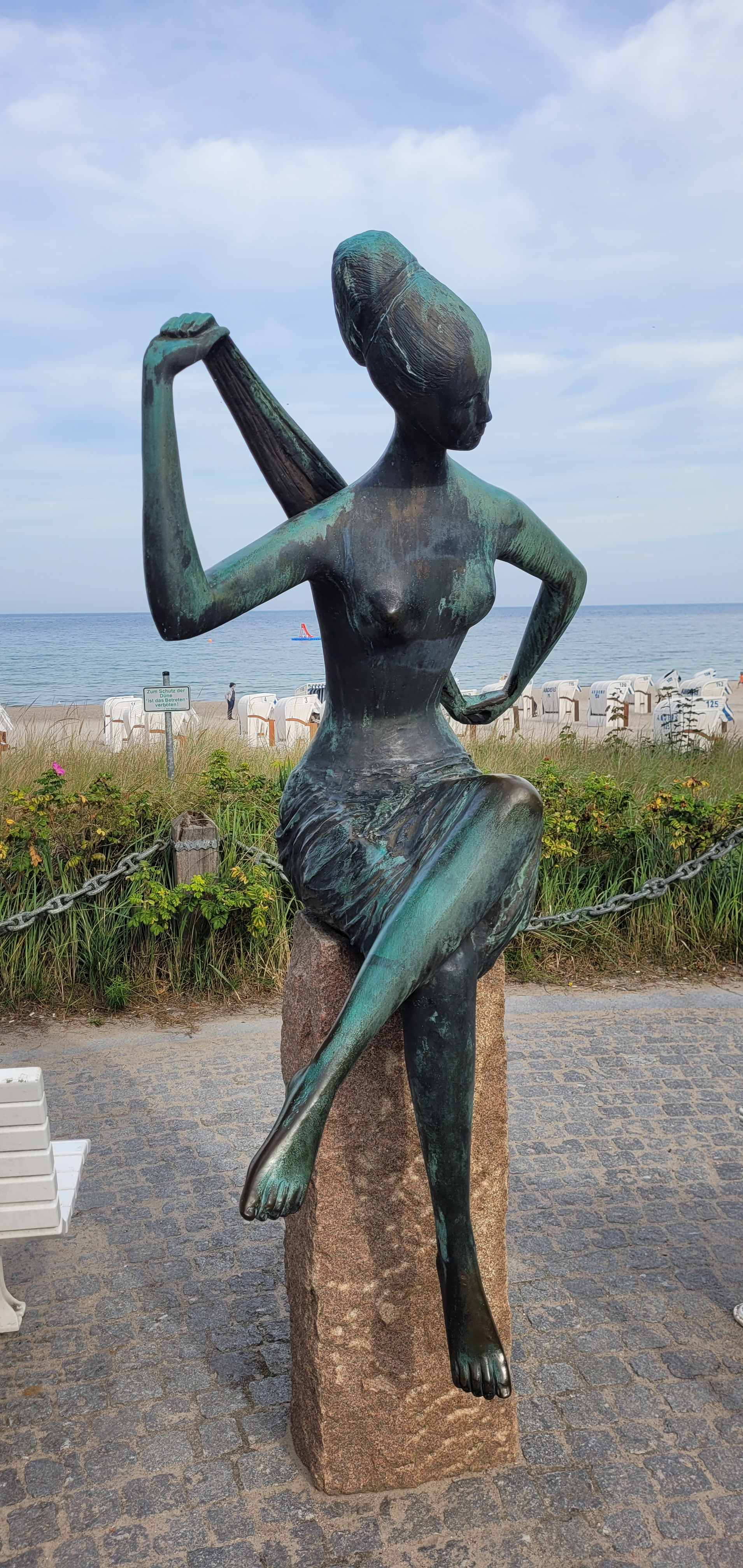
Badende auf der Kurpromenade
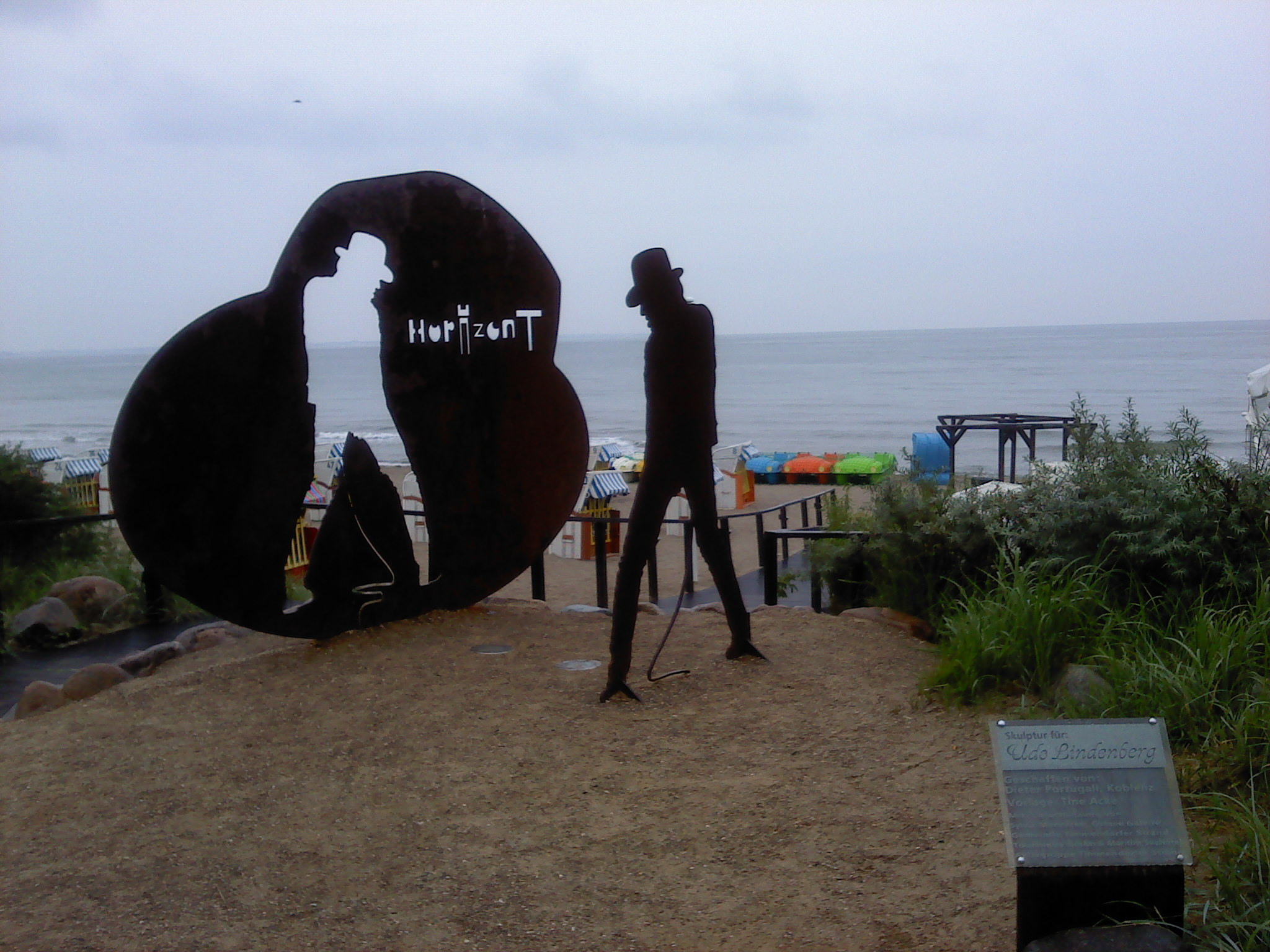
Skulptur Udo Lindenberg an der Maritim Seebrücke.
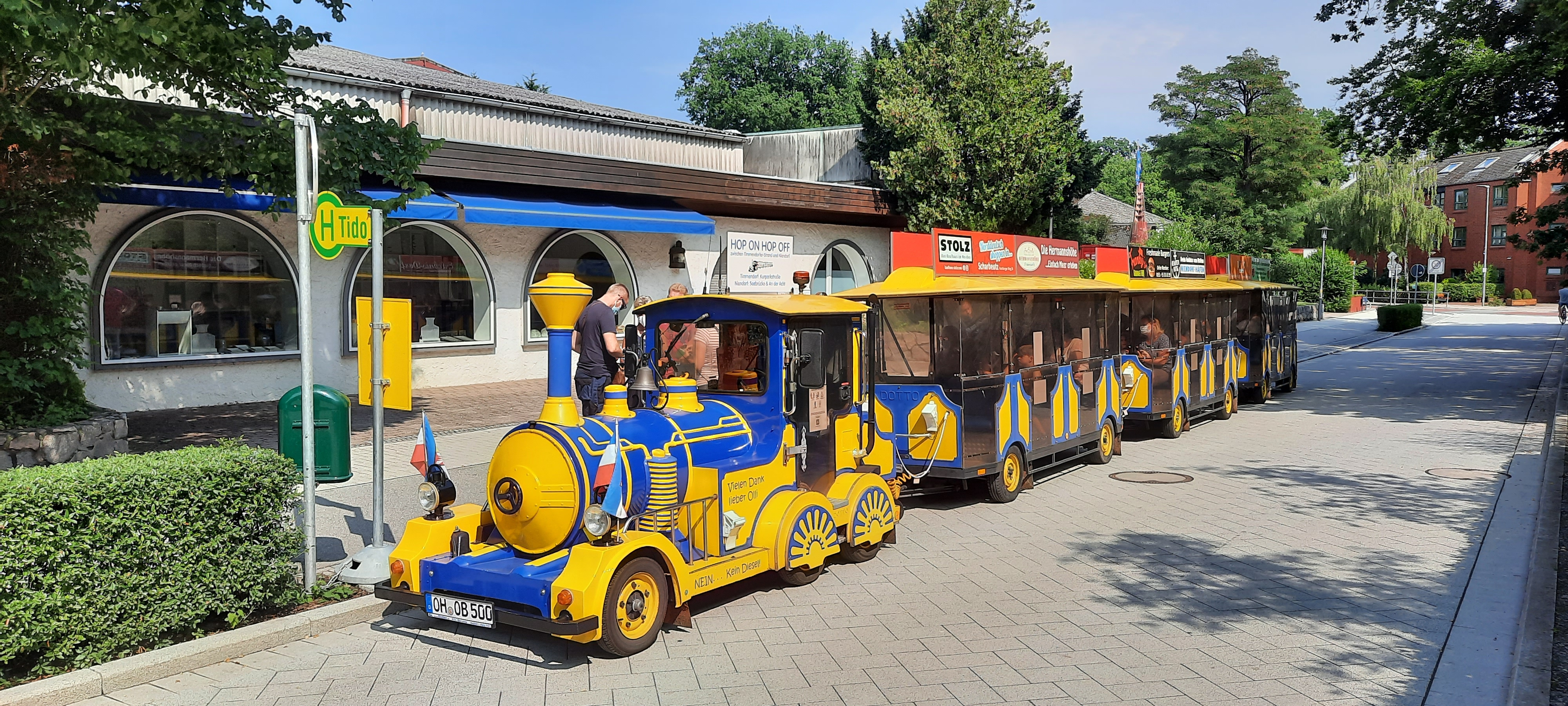
TIDO an der Haltestelle am Niendorfer Hafen, Juli 2021.

## Persönlichkeiten
- Martin Gropius (1824–1880), Architekt des Historismus, Großonkel von Walter Gropius.
- Hans Grisebach (1848–1904), Berliner Architekt, besitzt an der Strandallee die Villa Grisebach, die er 1892 neben der Villa Gropius (1888) erbaut hatte. Beide Villen existieren heute noch und stehen unter Denkmalschutz.[13]
- Walter Gropius senior (1848–1911), Geheimer Baurat und Manon Gropius, Eltern von Walter Gropius.
- Hermann Löns (1866–1914), Journalist und Schriftsteller, lebte einige Zeit in Niendorf. Zu Ehren des Schriftstellers wurde 1985 am nordöstlichen Ufer des Hemmelsdorfer Sees ein 14 m hoher Aussichtsturm errichtet.[42]
- Johanna Schöne (1878–1920), Bildhauerin
- William von Simpson (1881–1945), Schriftsteller, schrieb unter anderem Die Barrings, wofür er 20 Jahre benötigte. Er ist auf dem Gemeindefriedhof beigesetzt.
- Walter Gropius (1883–1969), Architekt und Gründer des Bauhauses. Die Familie Gropius erbte von Auguste Wahllaender, die Großtante von Walter Gropius, die Villa Gropius, die bis in die 1930er Jahre in deren Besitz war.[13]
- Erich Dummer (1889–1929), Maler, im Frühjahr 1921 mehrwöchiger Aufenthalt in Timmendorfer Strand.
- Paul Binus (1901–1981), Politiker (NSDAP) und SA-Führer, starb in Niendorf.
- Lilo Peters (1913–2001), deutsche Künstlerin und Bildhauerin, lebte in Timmendorfer Strand.
- Horst-Günter Benkmann (1915–1996), deutscher Jurist und ostpreußischer Geschichtsautor.
- Ingeburg Herz (1920–2015), Witwe des 1965 verstorbenen Tchibo-Gründers Max Herz, lebte in Timmendorfer Strand.
- Marcel Reich-Ranicki (1920–2013), polnisch-deutscher Publizist, über Jahrzehnte waren er und seine Frau Sommergäste in Timmendorfer Strand.[43]
- Hans Bierbrauer (1922–2006) alias Oskar, Karikaturist und Maler, lebte zeitweise in Timmendorfer Strand.
- Leila Negra (1930–2025), lebte die ersten Jahre nach dem Zweiten Weltkrieg in Timmendorfer Strand, wo sie auch entdeckt wurde.
- Gerhard Heinzl Ficht (1934–2011), Fischereimeister und Original im Niendorfer Hafen.
- Volkert Kraeft (* 1941), Schauspieler.
- Günter Willumeit (1941–2013), Entertainer und Zahnarzt, wurde als Bauer Piepenbrink bekannt, lebte zeitweise in Niendorf.
- Jürgen Hunke (* 1943), Unternehmer, Buchautor, Sportfunktionär, Politiker, Verleger und Theaterbesitzer. Er besitzt drei Häuser im asiatischen Stil in Timmendorfer Strand und betreibt in der historischen Lesehalle (Baujahr 1913[11]) an der Promenade eine Buchhandlung für asiatische Literatur.
- Bodo Maria (* 1943), bürgerlicher Name Bodo Schäfer, Unternehmer, Sänger, Komponist und Liedertexter, lebte einige Zeit in Timmendorfer Strand.
- Norbert Cobabus (1944–2013), Bibliothekar und Privatgelehrter
- Gunter Gebauer (* 1944), Schriftsteller und Philosoph.
- Friedemann Schulz (1945–2016), deutscher Hörspiel- und Drehbuchautor.
- Ulrich Wendt (* 1945), Politiker (CDU)
- Sylvia Eisenberg (* 1948), Politikerin (CDU)
- Gert Maichel (* 1949), Vorstand Multi Energy der RWE AG, Vorstandsvorsitzender der RWE Power AG, Präsident des Deutschen Atomforums.
- Hans-Hermann Dubben (* 1955), Physiker, Gewinner der Preise Fischer-Appelt (1996) und Hermann-Holthusen (2000).
- Michael Dreyer (* 1959), Politikwissenschaftler und Hochschullehrer
- Schorsch Kamerun (* 1963), eigentlich Thomas Sehl, Sänger (Die Goldenen Zitronen), Autor und Regisseur.
- Sven Unterwaldt (* 1965), Drehbuchautor und Filmregisseur (7 Zwerge unter anderem mit Otto Waalkes), wuchs in Timmendorfer Strand auf und besuchte dort das Ostsee-Gymnasium.
- Thorben Saggau (* 1987), deutscher Eishockeyspieler.
- Michèl von Wussow (* 1995), deutscher Musiker, wuchs in Timmendorfer Strand auf und besuchte dort das Ostsee-Gymnasium